# Llista d'asteroides (413001-414000)
Llista d'asteroides del 413.001 al 414.000, amb data de descoberta i descobridor. És un fragment de la llista d'asteroides completa. Als asteroides se'ls dona un número quan es confirma la seva òrbita, per tant apareixen llistats aproximadament segons la data de descobriment.

## 413001-413100
| Nom    | Designació provisional | Data de descobriment   | Lloc de descobriment | Descobridor/s            |
| ------ | ---------------------- | ---------------------- | -------------------- | ------------------------ |
| 413001 | 1999 UR30              | 31 d'octubre de 1999   | Kitt Peak            | Spacewatch               |
| 413002 | 1999 VG22              | 11 de novembre de 1999 | Catalina             | CSS                      |
| 413003 | 1999 VK119             | 3 de novembre de 1999  | Kitt Peak            | Spacewatch               |
| 413004 | 1999 VY121             | 4 de novembre de 1999  | Kitt Peak            | Spacewatch               |
| 413005 | 1999 VR124             | 10 de novembre de 1999 | Kitt Peak            | Spacewatch               |
| 413006 | 1999 VH154             | 12 de novembre de 1999 | Kitt Peak            | Spacewatch               |
| 413007 | 1999 VP181             | 19 d'octubre de 1999   | Kitt Peak            | Spacewatch               |
| 413008 | 1999 VP197             | 3 de novembre de 1999  | Catalina             | CSS                      |
| 413009 | 1999 VF210             | 12 de novembre de 1999 | Socorro              | LINEAR                   |
| 413010 | 2000 CV39              | 2 de febrer de 2000    | Socorro              | LINEAR                   |
| 413011 | 2000 FY7               | 30 de març de 2000     | Prescott             | P. G. Comba              |
| 413012 | 2000 GU149             | 5 d'abril de 2000      | Socorro              | LINEAR                   |
| 413013 | 2000 HP45              | 26 d'abril de 2000     | Anderson Mesa        | LONEOS                   |
| 413014 | 2000 NB8               | 5 de juliol de 2000    | Kitt Peak            | Spacewatch               |
| 413015 | 2000 QT114             | 24 d'agost de 2000     | Socorro              | LINEAR                   |
| 413016 | 2000 QA221             | 21 d'agost de 2000     | Anderson Mesa        | LONEOS                   |
| 413017 | 2000 QG231             | 29 d'agost de 2000     | Socorro              | LINEAR                   |
| 413018 | 2000 SN93              | 23 de setembre de 2000 | Socorro              | LINEAR                   |
| 413019 | 2000 SB94              | 23 de setembre de 2000 | Socorro              | LINEAR                   |
| 413020 | 2000 SH130             | 22 de setembre de 2000 | Socorro              | LINEAR                   |
| 413021 | 2000 SY162             | 28 de setembre de 2000 | Socorro              | LINEAR                   |
| 413022 | 2000 SN250             | 24 de setembre de 2000 | Socorro              | LINEAR                   |
| 413023 | 2000 TR31              | 5 d'octubre de 2000    | Kitt Peak            | Spacewatch               |
| 413024 | 2000 TS51              | 1 d'octubre de 2000    | Socorro              | LINEAR                   |
| 413025 | 2000 UA4               | 24 d'octubre de 2000   | Socorro              | LINEAR                   |
| 413026 | 2000 UU38              | 24 d'octubre de 2000   | Socorro              | LINEAR                   |
| 413027 | 2000 UF59              | 25 d'octubre de 2000   | Socorro              | LINEAR                   |
| 413028 | 2000 UV72              | 25 d'octubre de 2000   | Socorro              | LINEAR                   |
| 413029 | 2000 UB109             | 31 d'octubre de 2000   | Socorro              | LINEAR                   |
| 413030 | 2000 WC66              | 19 de novembre de 2000 | Socorro              | LINEAR                   |
| 413031 | 2000 WQ133             | 19 de novembre de 2000 | Socorro              | LINEAR                   |
| 413032 | 2000 XF27              | 4 de desembre de 2000  | Socorro              | LINEAR                   |
| 413033 | 2000 XU53              | 4 de desembre de 2000  | Uccle                | T. Pauwels               |
| 413034 | 2000 YM23              | 28 de desembre de 2000 | Kitt Peak            | Spacewatch               |
| 413035 | 2001 AQ49              | 15 de gener de 2001    | Kitt Peak            | Spacewatch               |
| 413036 | 2001 KO34              | 18 de maig de 2001     | Socorro              | LINEAR                   |
| 413037 | 2001 KN51              | 25 de maig de 2001     | Socorro              | LINEAR                   |
| 413038 | 2001 MF1               | 16 de juny de 2001     | Anderson Mesa        | LONEOS                   |
| 413039 | 2001 NB12              | 13 de juliol de 2001   | Palomar              | NEAT                     |
| 413040 | 2001 OS75              | 24 de juliol de 2001   | Palomar              | NEAT                     |
| 413041 | 2001 PL35              | 11 d'agost de 2001     | Palomar              | NEAT                     |
| 413042 | 2001 PG43              | 12 d'agost de 2001     | Haleakala            | NEAT                     |
| 413043 | 2001 QM65              | 17 d'agost de 2001     | Socorro              | LINEAR                   |
| 413044 | 2001 QU108             | 23 d'agost de 2001     | Socorro              | LINEAR                   |
| 413045 | 2001 QS151             | 24 d'agost de 2001     | Anderson Mesa        | LONEOS                   |
| 413046 | 2001 QL161             | 23 d'agost de 2001     | Anderson Mesa        | LONEOS                   |
| 413047 | 2001 QC177             | 24 d'agost de 2001     | Socorro              | LINEAR                   |
| 413048 | 2001 QA188             | 21 d'agost de 2001     | Haleakala            | NEAT                     |
| 413049 | 2001 QY196             | 22 d'agost de 2001     | Haleakala            | NEAT                     |
| 413050 | 2001 QR227             | 24 d'agost de 2001     | Anderson Mesa        | LONEOS                   |
| 413051 | 2001 QT280             | 19 d'agost de 2001     | Socorro              | LINEAR                   |
| 413052 | 2001 QM330             | 25 d'agost de 2001     | Socorro              | LINEAR                   |
| 413053 | 2001 RY12              | 8 de setembre de 2001  | Socorro              | LINEAR                   |
| 413054 | 2001 RB35              | 8 de setembre de 2001  | Socorro              | LINEAR                   |
| 413055 | 2001 RV48              | 11 de setembre de 2001 | Socorro              | LINEAR                   |
| 413056 | 2001 RA87              | 27 d'agost de 2001     | Anderson Mesa        | LONEOS                   |
| 413057 | 2001 RN108             | 12 de setembre de 2001 | Socorro              | LINEAR                   |
| 413058 | 2001 RZ120             | 12 de setembre de 2001 | Socorro              | LINEAR                   |
| 413059 | 2001 RU121             | 12 de setembre de 2001 | Socorro              | LINEAR                   |
| 413060 | 2001 RM132             | 12 de setembre de 2001 | Socorro              | LINEAR                   |
| 413061 | 2001 RX145             | 8 de setembre de 2001  | Socorro              | LINEAR                   |
| 413062 | 2001 SA23              | 10 de setembre de 2001 | Anderson Mesa        | LONEOS                   |
| 413063 | 2001 SC36              | 16 de setembre de 2001 | Socorro              | LINEAR                   |
| 413064 | 2001 SG88              | 12 de setembre de 2001 | Socorro              | LINEAR                   |
| 413065 | 2001 SX96              | 22 d'agost de 2001     | Kitt Peak            | Spacewatch               |
| 413066 | 2001 SG116             | 18 de setembre de 2001 | Palomar              | NEAT                     |
| 413067 | 2001 SF117             | 24 d'agost de 2001     | Anderson Mesa        | LONEOS                   |
| 413068 | 2001 SB121             | 16 de setembre de 2001 | Socorro              | LINEAR                   |
| 413069 | 2001 SR122             | 16 de setembre de 2001 | Socorro              | LINEAR                   |
| 413070 | 2001 SG175             | 16 de setembre de 2001 | Socorro              | LINEAR                   |
| 413071 | 2001 SR184             | 19 de setembre de 2001 | Socorro              | LINEAR                   |
| 413072 | 2001 SD248             | 19 de setembre de 2001 | Socorro              | LINEAR                   |
| 413073 | 2001 SG264             | 25 de setembre de 2001 | Socorro              | LINEAR                   |
| 413074 | 2001 SL306             | 20 de setembre de 2001 | Socorro              | LINEAR                   |
| 413075 | 2001 SW306             | 20 de setembre de 2001 | Socorro              | LINEAR                   |
| 413076 | 2001 SF312             | 20 de setembre de 2001 | Socorro              | LINEAR                   |
| 413077 | 2001 SK321             | 26 d'agost de 2001     | Anderson Mesa        | LONEOS                   |
| 413078 | 2001 SZ321             | 25 de setembre de 2001 | Socorro              | LINEAR                   |
| 413079 | 2001 SN325             | 17 de setembre de 2001 | Palomar              | NEAT                     |
| 413080 | 2001 TH17              | 20 de setembre de 2001 | Socorro              | LINEAR                   |
| 413081 | 2001 TP23              | 14 d'octubre de 2001   | Socorro              | LINEAR                   |
| 413082 | 2001 TQ102             | 15 d'octubre de 2001   | Socorro              | LINEAR                   |
| 413083 | 2001 TL103             | 14 d'octubre de 2001   | Socorro              | LINEAR                   |
| 413084 | 2001 TJ123             | 12 d'octubre de 2001   | Haleakala            | NEAT                     |
| 413085 | 2001 TE140             | 12 de setembre de 2001 | Socorro              | LINEAR                   |
| 413086 | 2001 TG166             | 15 d'octubre de 2001   | Socorro              | LINEAR                   |
| 413087 | 2001 TA174             | 14 d'octubre de 2001   | Socorro              | LINEAR                   |
| 413088 | 2001 TE230             | 23 de setembre de 2001 | Socorro              | LINEAR                   |
| 413089 | 2001 TZ254             | 14 d'octubre de 2001   | Apache Point         | Sloan Digital Sky Survey |
| 413090 | 2001 UH11              | 17 d'octubre de 2001   | Socorro              | LINEAR                   |
| 413091 | 2001 UV16              | 23 d'octubre de 2001   | Palomar              | NEAT                     |
| 413092 | 2001 UM18              | 16 d'octubre de 2001   | Kitt Peak            | Spacewatch               |
| 413093 | 2001 UF31              | 16 d'octubre de 2001   | Socorro              | LINEAR                   |
| 413094 | 2001 UK37              | 17 d'octubre de 2001   | Socorro              | LINEAR                   |
| 413095 | 2001 UC56              | 17 d'octubre de 2001   | Socorro              | LINEAR                   |
| 413096 | 2001 UY60              | 20 de setembre de 2001 | Socorro              | LINEAR                   |
| 413097 | 2001 UB78              | 20 de setembre de 2001 | Socorro              | LINEAR                   |
| 413098 | 2001 UW91              | 18 d'octubre de 2001   | Palomar              | NEAT                     |
| 413099 | 2001 UL96              | 17 d'octubre de 2001   | Socorro              | LINEAR                   |
| 413100 | 2001 UE106             | 20 d'octubre de 2001   | Socorro              | LINEAR                   |

## 413101-413200
| Nom    | Designació provisional | Data de descobriment   | Lloc de descobriment | Descobridor/s                        |
| ------ | ---------------------- | ---------------------- | -------------------- | ------------------------------------ |
| 413101 | 2001 UC134             | 21 d'octubre de 2001   | Socorro              | LINEAR                               |
| 413102 | 2001 UK134             | 13 d'octubre de 2001   | Kitt Peak            | Spacewatch                           |
| 413103 | 2001 UT142             | 10 d'octubre de 2001   | Kitt Peak            | Spacewatch                           |
| 413104 | 2001 UM162             | 23 d'octubre de 2001   | Socorro              | LINEAR                               |
| 413105 | 2001 UM163             | 23 d'octubre de 2001   | Socorro              | LINEAR                               |
| 413106 | 2001 UV176             | 21 d'octubre de 2001   | Socorro              | LINEAR                               |
| 413107 | 2001 UM196             | 17 d'octubre de 2001   | Kitt Peak            | Spacewatch                           |
| 413108 | 2001 VN4               | 9 de novembre de 2001  | Socorro              | LINEAR                               |
| 413109 | 2001 VZ4               | 11 de novembre de 2001 | Socorro              | LINEAR                               |
| 413110 | 2001 VZ49              | 10 de novembre de 2001 | Socorro              | LINEAR                               |
| 413111 | 2001 VS61              | 10 de novembre de 2001 | Socorro              | LINEAR                               |
| 413112 | 2001 VA72              | 12 de novembre de 2001 | Kvistaberg           | Uppsala-DLR Asteroid Survey          |
| 413113 | 2001 VS111             | 12 de novembre de 2001 | Socorro              | LINEAR                               |
| 413114 | 2001 VF123             | 14 de novembre de 2001 | Kitt Peak            | Spacewatch                           |
| 413115 | 2001 VR133             | 11 de novembre de 2001 | Apache Point         | Sloan Digital Sky Survey             |
| 413116 | 2001 WK7               | 17 de novembre de 2001 | Socorro              | LINEAR                               |
| 413117 | 2001 WZ18              | 17 de novembre de 2001 | Socorro              | LINEAR                               |
| 413118 | 2001 WP25              | 17 de novembre de 2001 | Socorro              | LINEAR                               |
| 413119 | 2001 WL43              | 18 de novembre de 2001 | Socorro              | LINEAR                               |
| 413120 | 2001 WB44              | 18 de novembre de 2001 | Socorro              | LINEAR                               |
| 413121 | 2001 WL56              | 26 d'octubre de 2001   | Socorro              | LINEAR                               |
| 413122 | 2001 WB102             | 18 de novembre de 2001 | Kitt Peak            | Spacewatch                           |
| 413123 | 2001 XS1               | 9 de desembre de 2001  | Socorro              | LINEAR                               |
| 413124 | 2001 XN2               | 8 de desembre de 2001  | Socorro              | LINEAR                               |
| 413125 | 2001 XH5               | 5 de desembre de 2001  | Haleakala            | NEAT                                 |
| 413126 | 2001 XU88              | 14 de desembre de 2001 | Uccle                | H. Boffin                            |
| 413127 | 2001 XN91              | 10 de desembre de 2001 | Socorro              | LINEAR                               |
| 413128 | 2001 XL104             | 15 de desembre de 2001 | Socorro              | LINEAR                               |
| 413129 | 2001 XY142             | 14 de desembre de 2001 | Socorro              | LINEAR                               |
| 413130 | 2001 XQ145             | 14 de desembre de 2001 | Socorro              | LINEAR                               |
| 413131 | 2001 XB188             | 14 de desembre de 2001 | Socorro              | LINEAR                               |
| 413132 | 2001 XR222             | 17 de novembre de 2001 | Kitt Peak            | Spacewatch                           |
| 413133 | 2001 YU1               | 18 de desembre de 2001 | Socorro              | LINEAR                               |
| 413134 | 2001 YY20              | 20 de novembre de 2001 | Socorro              | LINEAR                               |
| 413135 | 2001 YZ25              | 18 de desembre de 2001 | Socorro              | LINEAR                               |
| 413136 | 2001 YJ66              | 18 de desembre de 2001 | Socorro              | LINEAR                               |
| 413137 | 2001 YA72              | 18 de desembre de 2001 | Socorro              | LINEAR                               |
| 413138 | 2001 YV90              | 17 de desembre de 2001 | Palomar              | NEAT                                 |
| 413139 | 2002 AU47              | 9 de gener de 2002     | Socorro              | LINEAR                               |
| 413140 | 2002 AE156             | 12 de gener de 2002    | Kitt Peak            | Spacewatch                           |
| 413141 | 2002 AW199             | 8 de gener de 2002     | Socorro              | LINEAR                               |
| 413142 | 2002 CT87              | 7 de febrer de 2002    | Socorro              | LINEAR                               |
| 413143 | 2002 CH89              | 7 de febrer de 2002    | Socorro              | LINEAR                               |
| 413144 | 2002 CL89              | 7 de febrer de 2002    | Socorro              | LINEAR                               |
| 413145 | 2002 CT142             | 23 de desembre de 2001 | Kitt Peak            | Spacewatch                           |
| 413146 | 2002 CP177             | 5 de gener de 2002     | Kitt Peak            | Spacewatch                           |
| 413147 | 2002 CO180             | 10 de febrer de 2002   | Socorro              | LINEAR                               |
| 413148 | 2002 CQ249             | 6 de febrer de 2002    | Kitt Peak            | M. W. Buie                           |
| 413149 | 2002 CA257             | 5 de febrer de 2002    | Palomar              | NEAT                                 |
| 413150 | 2002 ED9               | 15 de febrer de 2002   | Socorro              | LINEAR                               |
| 413151 | 2002 ER23              | 5 de març de 2002      | Kitt Peak            | Spacewatch                           |
| 413152 | 2002 ET67              | 13 de març de 2002     | Socorro              | LINEAR                               |
| 413153 | 2002 EN113             | 10 de març de 2002     | Kitt Peak            | Spacewatch                           |
| 413154 | 2002 EA128             | 12 de març de 2002     | Palomar              | NEAT                                 |
| 413155 | 2002 FC3               | 16 de març de 2002     | Socorro              | LINEAR                               |
| 413156 | 2002 GS45              | 4 d'abril de 2002      | Kitt Peak            | Spacewatch                           |
| 413157 | 2002 GE59              | 8 d'abril de 2002      | Palomar              | NEAT                                 |
| 413158 | 2002 GE64              | 8 d'abril de 2002      | Palomar              | NEAT                                 |
| 413159 | 2002 GK103             | 10 d'abril de 2002     | Socorro              | LINEAR                               |
| 413160 | 2002 GV124             | 12 d'abril de 2002     | Socorro              | LINEAR                               |
| 413161 | 2002 GB184             | 5 d'abril de 2002      | Palomar              | NEAT                                 |
| 413162 | 2002 GW188             | 9 d'abril de 2002      | Palomar              | NEAT                                 |
| 413163 | 2002 LB59              | 21 d'abril de 2002     | Kitt Peak            | Spacewatch                           |
| 413164 | 2002 NL59              | 13 de juliol de 2002   | Xinglong             | Beijing Schmidt CCD Asteroid Program |
| 413165 | 2002 NZ69              | 2 de juliol de 2002    | Palomar              | NEAT                                 |
| 413166 | 2002 PY161             | 8 d'agost de 2002      | Palomar              | S. F. Hönig                          |
| 413167 | 2002 PX176             | 11 d'agost de 2002     | Palomar              | NEAT                                 |
| 413168 | 2002 QA58              | 28 d'agost de 2002     | Palomar              | R. Matson                            |
| 413169 | 2002 QL81              | 30 d'agost de 2002     | Palomar              | NEAT                                 |
| 413170 | 2002 QN82              | 30 d'agost de 2002     | Palomar              | NEAT                                 |
| 413171 | 2002 QP86              | 17 d'agost de 2002     | Palomar              | NEAT                                 |
| 413172 | 2002 QJ93              | 30 d'agost de 2002     | Palomar              | NEAT                                 |
| 413173 | 2002 QJ95              | 18 d'agost de 2002     | Palomar              | NEAT                                 |
| 413174 | 2002 QA96              | 16 d'agost de 2002     | Palomar              | NEAT                                 |
| 413175 | 2002 QS96              | 18 d'agost de 2002     | Palomar              | NEAT                                 |
| 413176 | 2002 QY103             | 26 d'agost de 2002     | Palomar              | NEAT                                 |
| 413177 | 2002 QM112             | 17 d'agost de 2002     | Palomar              | NEAT                                 |
| 413178 | 2002 QS116             | 29 d'agost de 2002     | Palomar              | NEAT                                 |
| 413179 | 2002 QR139             | 16 d'agost de 2002     | Palomar              | NEAT                                 |
| 413180 | 2002 RH1               | 2 de setembre de 2002  | Palomar              | NEAT                                 |
| 413181 | 2002 RX73              | 12 d'agost de 2002     | Socorro              | LINEAR                               |
| 413182 | 2002 RS235             | 11 de setembre de 2002 | Palomar              | M. White, M. Collins                 |
| 413183 | 2002 RH243             | 10 de setembre de 2002 | Palomar              | NEAT                                 |
| 413184 | 2002 RR247             | 15 de setembre de 2002 | Palomar              | NEAT                                 |
| 413185 | 2002 RU250             | 15 de setembre de 2002 | Palomar              | NEAT                                 |
| 413186 | 2002 RZ250             | 1 de setembre de 2002  | Palomar              | NEAT                                 |
| 413187 | 2002 RO282             | 3 de setembre de 2002  | Palomar              | NEAT                                 |
| 413188 | 2002 TC310             | 4 d'octubre de 2002    | Apache Point         | Sloan Digital Sky Survey             |
| 413189 | 2002 TK314             | 4 d'octubre de 2002    | Apache Point         | Sloan Digital Sky Survey             |
| 413190 | 2002 TE350             | 10 d'octubre de 2002   | Apache Point         | Sloan Digital Sky Survey             |
| 413191 | 2002 TO350             | 10 d'octubre de 2002   | Apache Point         | Sloan Digital Sky Survey             |
| 413192 | 2002 VY94              | 14 de novembre de 2002 | Palomar              | NEAT                                 |
| 413193 | 2002 VL105             | 12 de novembre de 2002 | Socorro              | LINEAR                               |
| 413194 | 2002 WA15              | 28 de novembre de 2002 | Anderson Mesa        | LONEOS                               |
| 413195 | 2002 WJ27              | 24 de novembre de 2002 | Palomar              | NEAT                                 |
| 413196 | 2002 XU60              | 5 de desembre de 2002  | Socorro              | LINEAR                               |
| 413197 | 2002 XH78              | 11 de desembre de 2002 | Socorro              | LINEAR                               |
| 413198 | 2002 XE119             | 10 de desembre de 2002 | Palomar              | NEAT                                 |
| 413199 | 2002 YB                | 19 de desembre de 2002 | Haleakala            | NEAT                                 |
| 413200 | 2003 AS77              | 10 de gener de 2003    | Socorro              | LINEAR                               |

## 413201-413300
| Nom    | Designació provisional | Data de descobriment   | Lloc de descobriment | Descobridor/s            |
| ------ | ---------------------- | ---------------------- | -------------------- | ------------------------ |
| 413201 | 2003 AB79              | 10 de gener de 2003    | Kitt Peak            | Spacewatch               |
| 413202 | 2003 AB82              | 11 de gener de 2003    | Socorro              | LINEAR                   |
| 413203 | 2003 AM82              | 13 de gener de 2003    | Socorro              | LINEAR                   |
| 413204 | 2003 BA14              | 11 de gener de 2003    | Kitt Peak            | Spacewatch               |
| 413205 | 2003 BN54              | 27 de gener de 2003    | Palomar              | NEAT                     |
| 413206 | 2003 BS64              | 30 de gener de 2003    | Palomar              | NEAT                     |
| 413207 | 2003 BW70              | 31 de gener de 2003    | Kitt Peak            | Spacewatch               |
| 413208 | 2003 BR83              | 31 de gener de 2003    | Socorro              | LINEAR                   |
| 413209 | 2003 FF35              | 23 de març de 2003     | Kitt Peak            | Spacewatch               |
| 413210 | 2003 FD93              | 29 de març de 2003     | Anderson Mesa        | LONEOS                   |
| 413211 | 2003 GD28              | 7 d'abril de 2003      | Socorro              | LINEAR                   |
| 413212 | 2003 GX35              | 5 d'abril de 2003      | Anderson Mesa        | LONEOS                   |
| 413213 | 2003 GC45              | 8 d'abril de 2003      | Palomar              | NEAT                     |
| 413214 | 2003 HY6               | 24 d'abril de 2003     | Kitt Peak            | Spacewatch               |
| 413215 | 2003 JB1               | 1 de maig de 2003      | Kitt Peak            | Spacewatch               |
| 413216 | 2003 MA                | 16 de juny de 2003     | Anderson Mesa        | LONEOS                   |
| 413217 | 2003 PW3               | 2 d'agost de 2003      | Haleakala            | NEAT                     |
| 413218 | 2003 QU41              | 22 d'agost de 2003     | Socorro              | LINEAR                   |
| 413219 | 2003 QV72              | 24 d'agost de 2003     | Palomar              | NEAT                     |
| 413220 | 2003 QY81              | 23 d'agost de 2003     | Palomar              | NEAT                     |
| 413221 | 2003 QM87              | 25 d'agost de 2003     | Palomar              | NEAT                     |
| 413222 | 2003 QM95              | 30 d'agost de 2003     | Kitt Peak            | Spacewatch               |
| 413223 | 2003 RT3               | 1 de setembre de 2003  | Socorro              | LINEAR                   |
| 413224 | 2003 RF9               | 21 d'agost de 2003     | Campo Imperatore     | CINEOS                   |
| 413225 | 2003 RD10              | 2 de setembre de 2003  | Bergisch Gladbac     | W. Bickel                |
| 413226 | 2003 RC24              | 15 de setembre de 2003 | Anderson Mesa        | LONEOS                   |
| 413227 | 2003 SP22              | 16 de setembre de 2003 | Kitt Peak            | Spacewatch               |
| 413228 | 2003 SM25              | 17 de setembre de 2003 | Kitt Peak            | Spacewatch               |
| 413229 | 2003 SE63              | 17 de setembre de 2003 | Kitt Peak            | Spacewatch               |
| 413230 | 2003 SB76              | 18 de setembre de 2003 | Kitt Peak            | Spacewatch               |
| 413231 | 2003 SS89              | 18 de setembre de 2003 | Palomar              | NEAT                     |
| 413232 | 2003 SX118             | 16 de setembre de 2003 | Kitt Peak            | Spacewatch               |
| 413233 | 2003 SB129             | 20 de setembre de 2003 | Piszkéstet&          | Piszkesteto              |
| 413234 | 2003 SF136             | 19 de setembre de 2003 | Campo Imperatore     | CINEOS                   |
| 413235 | 2003 SW149             | 17 de setembre de 2003 | Socorro              | LINEAR                   |
| 413236 | 2003 SQ154             | 19 de setembre de 2003 | Anderson Mesa        | LONEOS                   |
| 413237 | 2003 SQ160             | 22 de setembre de 2003 | Kitt Peak            | Spacewatch               |
| 413238 | 2003 SM176             | 18 de setembre de 2003 | Palomar              | NEAT                     |
| 413239 | 2003 SA200             | 21 de setembre de 2003 | Anderson Mesa        | LONEOS                   |
| 413240 | 2003 SE204             | 22 de setembre de 2003 | Kitt Peak            | Spacewatch               |
| 413241 | 2003 SD210             | 26 de setembre de 2003 | Socorro              | LINEAR                   |
| 413242 | 2003 SU213             | 26 de setembre de 2003 | Desert Eagle         | W. K. Y. Yeung           |
| 413243 | 2003 SC215             | 26 de setembre de 2003 | Prescott             | P. G. Comba              |
| 413244 | 2003 SE218             | 27 de setembre de 2003 | Kitt Peak            | Spacewatch               |
| 413245 | 2003 SA219             | 19 de setembre de 2003 | Palomar              | NEAT                     |
| 413246 | 2003 SO268             | 29 de setembre de 2003 | Kitt Peak            | Spacewatch               |
| 413247 | 2003 SY273             | 28 de setembre de 2003 | Socorro              | LINEAR                   |
| 413248 | 2003 SX299             | 16 de setembre de 2003 | Kitt Peak            | Spacewatch               |
| 413249 | 2003 SS311             | 29 de setembre de 2003 | Socorro              | LINEAR                   |
| 413250 | 2003 SW318             | 19 de setembre de 2003 | Kitt Peak            | Spacewatch               |
| 413251 | 2003 SJ319             | 21 de setembre de 2003 | Kitt Peak            | Spacewatch               |
| 413252 | 2003 SM322             | 29 de setembre de 2003 | Anderson Mesa        | LONEOS                   |
| 413253 | 2003 SU325             | 18 de setembre de 2003 | Kitt Peak            | Spacewatch               |
| 413254 | 2003 SM328             | 21 de setembre de 2003 | Anderson Mesa        | LONEOS                   |
| 413255 | 2003 SJ393             | 18 de setembre de 2003 | Campo Imperatore     | CINEOS                   |
| 413256 | 2003 SL400             | 26 de setembre de 2003 | Apache Point         | Sloan Digital Sky Survey |
| 413257 | 2003 SH428             | 17 de setembre de 2003 | Kitt Peak            | Spacewatch               |
| 413258 | 2003 SR431             | 16 de setembre de 2003 | Kitt Peak            | Spacewatch               |
| 413259 | 2003 SO433             | 30 de setembre de 2003 | Kitt Peak            | Spacewatch               |
| 413260 | 2003 TL4               | 13 d'octubre de 2003   | Socorro              | LINEAR                   |
| 413261 | 2003 TJ17              | 15 d'octubre de 2003   | Anderson Mesa        | LONEOS                   |
| 413262 | 2003 TS21              | 1 d'octubre de 2003    | Anderson Mesa        | LONEOS                   |
| 413263 | 2003 TM24              | 22 de setembre de 2003 | Anderson Mesa        | LONEOS                   |
| 413264 | 2003 TY34              | 1 d'octubre de 2003    | Kitt Peak            | Spacewatch               |
| 413265 | 2003 TK36              | 1 d'octubre de 2003    | Kitt Peak            | Spacewatch               |
| 413266 | 2003 TS41              | 2 d'octubre de 2003    | Kitt Peak            | Spacewatch               |
| 413267 | 2003 TA45              | 3 d'octubre de 2003    | Kitt Peak            | Spacewatch               |
| 413268 | 2003 TY47              | 19 de setembre de 2003 | Kitt Peak            | Spacewatch               |
| 413269 | 2003 TF54              | 5 d'octubre de 2003    | Kitt Peak            | Spacewatch               |
| 413270 | 2003 UR3               | 16 d'octubre de 2003   | Kitt Peak            | Spacewatch               |
| 413271 | 2003 UK15              | 16 d'octubre de 2003   | Kitt Peak            | Spacewatch               |
| 413272 | 2003 UY18              | 20 d'octubre de 2003   | Socorro              | LINEAR                   |
| 413273 | 2003 UM36              | 16 d'octubre de 2003   | Palomar              | NEAT                     |
| 413274 | 2003 UY47              | 16 d'octubre de 2003   | Kitt Peak            | Spacewatch               |
| 413275 | 2003 UU57              | 16 d'octubre de 2003   | Kitt Peak            | Spacewatch               |
| 413276 | 2003 UV57              | 2 d'octubre de 2003    | Kitt Peak            | Spacewatch               |
| 413277 | 2003 UP58              | 16 d'octubre de 2003   | Kitt Peak            | Spacewatch               |
| 413278 | 2003 UM65              | 16 d'octubre de 2003   | Palomar              | NEAT                     |
| 413279 | 2003 UG70              | 18 d'octubre de 2003   | Kitt Peak            | Spacewatch               |
| 413280 | 2003 UX78              | 18 d'octubre de 2003   | Kitt Peak            | Spacewatch               |
| 413281 | 2003 UL80              | 28 de setembre de 2003 | Kitt Peak            | Spacewatch               |
| 413282 | 2003 UO89              | 20 d'octubre de 2003   | Kitt Peak            | Spacewatch               |
| 413283 | 2003 UX108             | 19 d'octubre de 2003   | Kitt Peak            | Spacewatch               |
| 413284 | 2003 UG110             | 19 d'octubre de 2003   | Kitt Peak            | Spacewatch               |
| 413285 | 2003 UB113             | 15 d'octubre de 2003   | Anderson Mesa        | LONEOS                   |
| 413286 | 2003 UN115             | 2 d'octubre de 2003    | Kitt Peak            | Spacewatch               |
| 413287 | 2003 UE128             | 21 d'octubre de 2003   | Kitt Peak            | Spacewatch               |
| 413288 | 2003 UL132             | 19 d'octubre de 2003   | Palomar              | NEAT                     |
| 413289 | 2003 US155             | 20 d'octubre de 2003   | Kitt Peak            | Spacewatch               |
| 413290 | 2003 UX161             | 21 d'octubre de 2003   | Socorro              | LINEAR                   |
| 413291 | 2003 UO164             | 28 de setembre de 2003 | Socorro              | LINEAR                   |
| 413292 | 2003 UT170             | 19 d'octubre de 2003   | Kitt Peak            | Spacewatch               |
| 413293 | 2003 UR176             | 21 d'octubre de 2003   | Anderson Mesa        | LONEOS                   |
| 413294 | 2003 UJ177             | 21 d'octubre de 2003   | Palomar              | NEAT                     |
| 413295 | 2003 UN178             | 21 d'octubre de 2003   | Palomar              | NEAT                     |
| 413296 | 2003 UZ178             | 21 d'octubre de 2003   | Palomar              | NEAT                     |
| 413297 | 2003 UL184             | 3 d'octubre de 2003    | Kitt Peak            | Spacewatch               |
| 413298 | 2003 UE195             | 20 d'octubre de 2003   | Kitt Peak            | Spacewatch               |
| 413299 | 2003 UV205             | 22 d'octubre de 2003   | Socorro              | LINEAR                   |
| 413300 | 2003 UV206             | 22 d'octubre de 2003   | Socorro              | LINEAR                   |

## 413301-413400
| Nom    | Designació provisional | Data de descobriment   | Lloc de descobriment | Descobridor/s            |
| ------ | ---------------------- | ---------------------- | -------------------- | ------------------------ |
| 413301 | 2003 UJ219             | 21 d'octubre de 2003   | Kitt Peak            | Spacewatch               |
| 413302 | 2003 UW222             | 22 d'octubre de 2003   | Socorro              | LINEAR                   |
| 413303 | 2003 UC223             | 6 d'octubre de 2003    | Socorro              | LINEAR                   |
| 413304 | 2003 UR229             | 3 d'octubre de 2003    | Kitt Peak            | Spacewatch               |
| 413305 | 2003 UE230             | 23 d'octubre de 2003   | Anderson Mesa        | LONEOS                   |
| 413306 | 2003 UQ233             | 24 d'octubre de 2003   | Socorro              | LINEAR                   |
| 413307 | 2003 UF249             | 25 d'octubre de 2003   | Socorro              | LINEAR                   |
| 413308 | 2003 UA264             | 28 de setembre de 2003 | Kitt Peak            | Spacewatch               |
| 413309 | 2003 UG276             | 29 d'octubre de 2003   | Catalina             | CSS                      |
| 413310 | 2003 UL291             | 19 d'octubre de 2003   | Kitt Peak            | Spacewatch               |
| 413311 | 2003 UM299             | 16 d'octubre de 2003   | Kitt Peak            | Spacewatch               |
| 413312 | 2003 UU300             | 30 de setembre de 2003 | Kitt Peak            | Spacewatch               |
| 413313 | 2003 UX307             | 18 d'octubre de 2003   | Kitt Peak            | Spacewatch               |
| 413314 | 2003 UF317             | 18 d'octubre de 2003   | Apache Point         | Sloan Digital Sky Survey |
| 413315 | 2003 UL350             | 19 d'octubre de 2003   | Apache Point         | Sloan Digital Sky Survey |
| 413316 | 2003 UV375             | 22 d'octubre de 2003   | Apache Point         | Sloan Digital Sky Survey |
| 413317 | 2003 UB376             | 22 d'octubre de 2003   | Apache Point         | Sloan Digital Sky Survey |
| 413318 | 2003 UB378             | 22 d'octubre de 2003   | Apache Point         | Sloan Digital Sky Survey |
| 413319 | 2003 UE380             | 22 d'octubre de 2003   | Apache Point         | Sloan Digital Sky Survey |
| 413320 | 2003 UJ389             | 22 d'octubre de 2003   | Kitt Peak            | M. W. Buie               |
| 413321 | 2003 WK2               | 20 d'octubre de 2003   | Kitt Peak            | Spacewatch               |
| 413322 | 2003 WD4               | 24 d'octubre de 2003   | Socorro              | LINEAR                   |
| 413323 | 2003 WL15              | 16 de novembre de 2003 | Kitt Peak            | Spacewatch               |
| 413324 | 2003 WZ28              | 18 de novembre de 2003 | Kitt Peak            | Spacewatch               |
| 413325 | 2003 WL55              | 20 de novembre de 2003 | Socorro              | LINEAR                   |
| 413326 | 2003 WB62              | 19 de novembre de 2003 | Kitt Peak            | Spacewatch               |
| 413327 | 2003 WK67              | 19 de novembre de 2003 | Kitt Peak            | Spacewatch               |
| 413328 | 2003 WV86              | 21 de novembre de 2003 | Socorro              | LINEAR                   |
| 413329 | 2003 WT96              | 19 de novembre de 2003 | Anderson Mesa        | LONEOS                   |
| 413330 | 2003 WN108             | 20 de novembre de 2003 | Kitt Peak            | Spacewatch               |
| 413331 | 2003 WA113             | 20 de novembre de 2003 | Socorro              | LINEAR                   |
| 413332 | 2003 WD113             | 20 de novembre de 2003 | Socorro              | LINEAR                   |
| 413333 | 2003 WN113             | 20 de novembre de 2003 | Socorro              | LINEAR                   |
| 413334 | 2003 WV124             | 20 de novembre de 2003 | Socorro              | LINEAR                   |
| 413335 | 2003 WJ134             | 21 de novembre de 2003 | Socorro              | LINEAR                   |
| 413336 | 2003 WR137             | 21 de novembre de 2003 | Socorro              | LINEAR                   |
| 413337 | 2003 WG149             | 24 de novembre de 2003 | Socorro              | LINEAR                   |
| 413338 | 2003 WQ158             | 28 de novembre de 2003 | Kitt Peak            | Spacewatch               |
| 413339 | 2003 WY160             | 30 de novembre de 2003 | Kitt Peak            | Spacewatch               |
| 413340 | 2003 WB162             | 30 de novembre de 2003 | Kitt Peak            | Spacewatch               |
| 413341 | 2003 WM180             | 20 de novembre de 2003 | Kitt Peak            | M. W. Buie               |
| 413342 | 2003 WM183             | 23 de novembre de 2003 | Kitt Peak            | M. W. Buie               |
| 413343 | 2003 XA                | 3 de desembre de 2003  | Anderson Mesa        | LONEOS                   |
| 413344 | 2003 XM1               | 1 de desembre de 2003  | Kitt Peak            | Spacewatch               |
| 413345 | 2003 XN8               | 4 de desembre de 2003  | Socorro              | LINEAR                   |
| 413346 | 2003 XB21              | 14 de desembre de 2003 | Kitt Peak            | Spacewatch               |
| 413347 | 2003 XU23              | 19 de novembre de 2003 | Kitt Peak            | Spacewatch               |
| 413348 | 2003 XZ35              | 3 de desembre de 2003  | Socorro              | LINEAR                   |
| 413349 | 2003 YJ10              | 17 de desembre de 2003 | Socorro              | LINEAR                   |
| 413350 | 2003 YZ20              | 17 de desembre de 2003 | Kitt Peak            | Spacewatch               |
| 413351 | 2003 YW45              | 17 de desembre de 2003 | Socorro              | LINEAR                   |
| 413352 | 2003 YQ47              | 18 de desembre de 2003 | Socorro              | LINEAR                   |
| 413353 | 2003 YE52              | 18 de desembre de 2003 | Socorro              | LINEAR                   |
| 413354 | 2003 YP54              | 19 de desembre de 2003 | Socorro              | LINEAR                   |
| 413355 | 2003 YD67              | 19 de novembre de 2003 | Kitt Peak            | Spacewatch               |
| 413356 | 2003 YY67              | 19 de desembre de 2003 | Kitt Peak            | Spacewatch               |
| 413357 | 2003 YY77              | 18 de desembre de 2003 | Socorro              | LINEAR                   |
| 413358 | 2003 YP103             | 21 de desembre de 2003 | Socorro              | LINEAR                   |
| 413359 | 2003 YB126             | 27 de desembre de 2003 | Socorro              | LINEAR                   |
| 413360 | 2003 YN148             | 29 de desembre de 2003 | Socorro              | LINEAR                   |
| 413361 | 2004 BG                | 16 de gener de 2004    | Palomar              | NEAT                     |
| 413362 | 2004 BX20              | 16 de gener de 2004    | Kitt Peak            | Spacewatch               |
| 413363 | 2004 BK26              | 16 de gener de 2004    | Kitt Peak            | Spacewatch               |
| 413364 | 2004 BB35              | 19 de gener de 2004    | Kitt Peak            | Spacewatch               |
| 413365 | 2004 BM69              | 27 de gener de 2004    | Goodricke-Pigott     | R. A. Tucker             |
| 413366 | 2004 BL94              | 28 de gener de 2004    | Socorro              | LINEAR                   |
| 413367 | 2004 BG140             | 18 de desembre de 2003 | Kitt Peak            | Spacewatch               |
| 413368 | 2004 CD128             | 13 de febrer de 2004   | Kitt Peak            | Spacewatch               |
| 413369 | 2004 FV135             | 27 de març de 2004     | Socorro              | LINEAR                   |
| 413370 | 2004 GZ9               | 13 d'abril de 2004     | Mount Graham         | W. H. Ryan, Q. Jamieson  |
| 413371 | 2004 GN39              | 15 d'abril de 2004     | Siding Spring        | Siding Spring Survey     |
| 413372 | 2004 GQ39              | 15 d'abril de 2004     | Siding Spring        | Siding Spring Survey     |
| 413373 | 2004 GQ52              | 13 d'abril de 2004     | Kitt Peak            | Spacewatch               |
| 413374 | 2004 GH78              | 9 d'abril de 2004      | Siding Spring        | Siding Spring Survey     |
| 413375 | 2004 HA3               | 16 d'abril de 2004     | Socorro              | LINEAR                   |
| 413376 | 2004 HT10              | 17 d'abril de 2004     | Socorro              | LINEAR                   |
| 413377 | 2004 HE22              | 23 de març de 2004     | Kitt Peak            | Spacewatch               |
| 413378 | 2004 HY45              | 21 d'abril de 2004     | Socorro              | LINEAR                   |
| 413379 | 2004 HD67              | 21 d'abril de 2004     | Socorro              | LINEAR                   |
| 413380 | 2004 JB3               | 9 de maig de 2004      | Palomar              | NEAT                     |
| 413381 | 2004 JD36              | 15 de maig de 2004     | Socorro              | LINEAR                   |
| 413382 | 2004 JR45              | 15 de maig de 2004     | Socorro              | LINEAR                   |
| 413383 | 2004 NS27              | 11 de juliol de 2004   | Socorro              | LINEAR                   |
| 413384 | 2004 PN41              | 7 d'agost de 2004      | Palomar              | NEAT                     |
| 413385 | 2004 PM65              | 10 d'agost de 2004     | Socorro              | LINEAR                   |
| 413386 | 2004 PL111             | 15 d'agost de 2004     | Cerro Tololo         | M. W. Buie               |
| 413387 | 2004 QS18              | 21 d'agost de 2004     | Catalina             | CSS                      |
| 413388 | 2004 RX49              | 8 de setembre de 2004  | Socorro              | LINEAR                   |
| 413389 | 2004 RH83              | 9 de setembre de 2004  | Socorro              | LINEAR                   |
| 413390 | 2004 RG96              | 8 de setembre de 2004  | Socorro              | LINEAR                   |
| 413391 | 2004 RZ152             | 10 de setembre de 2004 | Socorro              | LINEAR                   |
| 413392 | 2004 RA156             | 10 de setembre de 2004 | Socorro              | LINEAR                   |
| 413393 | 2004 RB164             | 10 de setembre de 2004 | Kitt Peak            | Spacewatch               |
| 413394 | 2004 RX173             | 21 d'agost de 2004     | Catalina             | CSS                      |
| 413395 | 2004 RV206             | 11 de setembre de 2004 | Socorro              | LINEAR                   |
| 413396 | 2004 RS256             | 9 de setembre de 2004  | Socorro              | LINEAR                   |
| 413397 | 2004 RC258             | 10 de setembre de 2004 | Socorro              | LINEAR                   |
| 413398 | 2004 RA318             | 12 de setembre de 2004 | Kitt Peak            | Spacewatch               |
| 413399 | 2004 RB325             | 13 de setembre de 2004 | Socorro              | LINEAR                   |
| 413400 | 2004 RV343             | 13 de setembre de 2004 | Palomar              | NEAT                     |

## 413401-413500
| Nom    | Designació provisional | Data de descobriment   | Lloc de descobriment | Descobridor/s     |
| ------ | ---------------------- | ---------------------- | -------------------- | ----------------- |
| 413401 | 2004 RW346             | 13 de setembre de 2004 | Socorro              | LINEAR            |
| 413402 | 2004 SM3               | 13 de setembre de 2004 | Anderson Mesa        | LONEOS            |
| 413403 | 2004 TT2               | 4 d'octubre de 2004    | Kitt Peak            | Spacewatch        |
| 413404 | 2004 TZ32              | 4 d'octubre de 2004    | Kitt Peak            | Spacewatch        |
| 413405 | 2004 TC53              | 4 d'octubre de 2004    | Kitt Peak            | Spacewatch        |
| 413406 | 2004 TU81              | 5 d'octubre de 2004    | Kitt Peak            | Spacewatch        |
| 413407 | 2004 TK94              | 7 de setembre de 2004  | Kitt Peak            | Spacewatch        |
| 413408 | 2004 TP139             | 9 d'octubre de 2004    | Anderson Mesa        | LONEOS            |
| 413409 | 2004 TX149             | 6 d'octubre de 2004    | Kitt Peak            | Spacewatch        |
| 413410 | 2004 TR152             | 6 d'octubre de 2004    | Kitt Peak            | Spacewatch        |
| 413411 | 2004 TR175             | 9 d'octubre de 2004    | Socorro              | LINEAR            |
| 413412 | 2004 TG177             | 4 d'octubre de 2004    | Kitt Peak            | Spacewatch        |
| 413413 | 2004 TW187             | 10 de setembre de 2004 | Kitt Peak            | Spacewatch        |
| 413414 | 2004 TT192             | 7 d'octubre de 2004    | Kitt Peak            | Spacewatch        |
| 413415 | 2004 TD212             | 8 d'octubre de 2004    | Kitt Peak            | Spacewatch        |
| 413416 | 2004 TL219             | 5 d'octubre de 2004    | Kitt Peak            | Spacewatch        |
| 413417 | 2004 TH235             | 8 d'octubre de 2004    | Socorro              | LINEAR            |
| 413418 | 2004 TA244             | 6 d'octubre de 2004    | Kitt Peak            | Spacewatch        |
| 413419 | 2004 TB253             | 9 d'octubre de 2004    | Kitt Peak            | Spacewatch        |
| 413420 | 2004 TC342             | 9 d'octubre de 2004    | Kitt Peak            | Spacewatch        |
| 413421 | 2004 VA15              | 5 de novembre de 2004  | Anderson Mesa        | LONEOS            |
| 413422 | 2004 VF40              | 4 de novembre de 2004  | Kitt Peak            | Spacewatch        |
| 413423 | 2004 VW45              | 4 de novembre de 2004  | Kitt Peak            | Spacewatch        |
| 413424 | 2004 WL                | 4 de novembre de 2004  | Catalina             | CSS               |
| 413425 | 2004 XC20              | 8 de desembre de 2004  | Socorro              | LINEAR            |
| 413426 | 2004 XT49              | 4 de novembre de 2004  | Kitt Peak            | Spacewatch        |
| 413427 | 2004 XB81              | 10 de desembre de 2004 | Socorro              | LINEAR            |
| 413428 | 2004 XH146             | 14 de desembre de 2004 | Socorro              | LINEAR            |
| 413429 | 2004 XN147             | 12 de desembre de 2004 | Socorro              | LINEAR            |
| 413430 | 2004 XT160             | 14 de desembre de 2004 | Kitt Peak            | Spacewatch        |
| 413431 | 2004 YB19              | 18 de desembre de 2004 | Mount Lemmon         | Mt. Lemmon Survey |
| 413432 | 2004 YL19              | 18 de desembre de 2004 | Mount Lemmon         | Mt. Lemmon Survey |
| 413433 | 2004 YB22              | 18 de desembre de 2004 | Mount Lemmon         | Mt. Lemmon Survey |
| 413434 | 2005 AB14              | 7 de gener de 2005     | Catalina             | CSS               |
| 413435 | 2005 AW34              | 13 de gener de 2005    | Socorro              | LINEAR            |
| 413436 | 2005 AB68              | 6 de gener de 2005     | Catalina             | CSS               |
| 413437 | 2005 AP69              | 15 de gener de 2005    | Kitt Peak            | Spacewatch        |
| 413438 | 2005 BN                | 16 de gener de 2005    | Desert Eagle         | W. K. Y. Yeung    |
| 413439 | 2005 BH7               | 16 de gener de 2005    | Socorro              | LINEAR            |
| 413440 | 2005 BG16              | 15 de desembre de 2004 | Kitt Peak            | Spacewatch        |
| 413441 | 2005 BT24              | 17 de gener de 2005    | Socorro              | LINEAR            |
| 413442 | 2005 CJ22              | 1 de febrer de 2005    | Palomar              | NEAT              |
| 413443 | 2005 CX26              | 1 de febrer de 2005    | Kitt Peak            | Spacewatch        |
| 413444 | 2005 CC32              | 1 de febrer de 2005    | Kitt Peak            | Spacewatch        |
| 413445 | 2005 CK44              | 2 de febrer de 2005    | Kitt Peak            | Spacewatch        |
| 413446 | 2005 CP44              | 2 de febrer de 2005    | Kitt Peak            | Spacewatch        |
| 413447 | 2005 CA50              | 19 de gener de 2005    | Kitt Peak            | Spacewatch        |
| 413448 | 2005 CD55              | 4 de febrer de 2005    | Mount Lemmon         | Mt. Lemmon Survey |
| 413449 | 2005 CS64              | 13 de gener de 2005    | Kitt Peak            | Spacewatch        |
| 413450 | 2005 EO6               | 1 de març de 2005      | Kitt Peak            | Spacewatch        |
| 413451 | 2005 EW27              | 3 de març de 2005      | Socorro              | LINEAR            |
| 413452 | 2005 EE34              | 3 de març de 2005      | Catalina             | CSS               |
| 413453 | 2005 EZ65              | 4 de març de 2005      | Mount Lemmon         | Mt. Lemmon Survey |
| 413454 | 2005 EF117             | 4 de març de 2005      | Mount Lemmon         | Mt. Lemmon Survey |
| 413455 | 2005 EY146             | 10 de març de 2005     | Mount Lemmon         | Mt. Lemmon Survey |
| 413456 | 2005 ER151             | 10 de març de 2005     | Kitt Peak            | Spacewatch        |
| 413457 | 2005 EN153             | 8 de març de 2005      | Catalina             | CSS               |
| 413458 | 2005 EN161             | 9 de març de 2005      | Mount Lemmon         | Mt. Lemmon Survey |
| 413459 | 2005 EH169             | 11 de març de 2005     | Catalina             | CSS               |
| 413460 | 2005 EB190             | 11 de març de 2005     | Mount Lemmon         | Mt. Lemmon Survey |
| 413461 | 2005 EX201             | 8 de març de 2005      | Catalina             | CSS               |
| 413462 | 2005 ER212             | 4 de març de 2005      | Socorro              | LINEAR            |
| 413463 | 2005 EX256             | 29 de desembre de 2000 | Kitt Peak            | Spacewatch        |
| 413464 | 2005 EL260             | 11 de març de 2005     | Kitt Peak            | Spacewatch        |
| 413465 | 2005 EH299             | 9 de febrer de 2005    | Kitt Peak            | Spacewatch        |
| 413466 | 2005 EA313             | 10 de març de 2005     | Kitt Peak            | M. W. Buie        |
| 413467 | 2005 GL31              | 4 d'abril de 2005      | Catalina             | CSS               |
| 413468 | 2005 GY41              | 8 de març de 2005      | Mount Lemmon         | Mt. Lemmon Survey |
| 413469 | 2005 GN75              | 5 d'abril de 2005      | Mount Lemmon         | Mt. Lemmon Survey |
| 413470 | 2005 GM110             | 27 de febrer de 2001   | Kitt Peak            | Spacewatch        |
| 413471 | 2005 GZ115             | 1 d'abril de 2005      | Kitt Peak            | Spacewatch        |
| 413472 | 2005 GZ117             | 1 d'abril de 2005      | Kitt Peak            | Spacewatch        |
| 413473 | 2005 GZ125             | 16 de març de 2005     | Mount Lemmon         | Mt. Lemmon Survey |
| 413474 | 2005 GW150             | 11 d'abril de 2005     | Kitt Peak            | Spacewatch        |
| 413475 | 2005 GP161             | 13 d'abril de 2005     | Catalina             | CSS               |
| 413476 | 2005 GS180             | 12 d'abril de 2005     | Kitt Peak            | Spacewatch        |
| 413477 | 2005 GR182             | 1 d'abril de 2005      | Kitt Peak            | Spacewatch        |
| 413478 | 2005 JL2               | 3 de maig de 2005      | Kitt Peak            | Spacewatch        |
| 413479 | 2005 JO22              | 7 de maig de 2005      | Mount Lemmon         | Mt. Lemmon Survey |
| 413480 | 2005 JO28              | 3 de maig de 2005      | Kitt Peak            | Spacewatch        |
| 413481 | 2005 JH84              | 18 de març de 2005     | Socorro              | LINEAR            |
| 413482 | 2005 JU145             | 12 de maig de 2005     | Catalina             | CSS               |
| 413483 | 2005 JB152             | 4 de maig de 2005      | Mount Lemmon         | Mt. Lemmon Survey |
| 413484 | 2005 LQ28              | 9 de juny de 2005      | Kitt Peak            | Spacewatch        |
| 413485 | 2005 ME30              | 29 de juny de 2005     | Kitt Peak            | Spacewatch        |
| 413486 | 2005 MW38              | 30 de juny de 2005     | Kitt Peak            | Spacewatch        |
| 413487 | 2005 NG5               | 3 de juliol de 2005    | Mount Lemmon         | Mt. Lemmon Survey |
| 413488 | 2005 NU35              | 13 de juny de 2005     | Kitt Peak            | Spacewatch        |
| 413489 | 2005 NO40              | 3 de juliol de 2005    | Mount Lemmon         | Mt. Lemmon Survey |
| 413490 | 2005 NR67              | 3 de juliol de 2005    | Mount Lemmon         | Mt. Lemmon Survey |
| 413491 | 2005 NK70              | 4 de juliol de 2005    | Palomar              | NEAT              |
| 413492 | 2005 OZ17              | 30 de juliol de 2005   | Palomar              | NEAT              |
| 413493 | 2005 OA22              | 29 de juliol de 2005   | Palomar              | NEAT              |
| 413494 | 2005 PU11              | 4 d'agost de 2005      | Palomar              | NEAT              |
| 413495 | 2005 QZ3               | 24 d'agost de 2005     | Palomar              | NEAT              |
| 413496 | 2005 QQ5               | 6 d'agost de 2005      | Socorro              | LINEAR            |
| 413497 | 2005 QZ5               | 24 d'agost de 2005     | Palomar              | NEAT              |
| 413498 | 2005 QZ15              | 25 d'agost de 2005     | Palomar              | NEAT              |
| 413499 | 2005 QR35              | 25 d'agost de 2005     | Palomar              | NEAT              |
| 413500 | 2005 QS38              | 25 d'agost de 2005     | Campo Imperatore     | CINEOS            |

## 413501-413600
| Nom    | Designació provisional | Data de descobriment   | Lloc de descobriment | Descobridor/s          |
| ------ | ---------------------- | ---------------------- | -------------------- | ---------------------- |
| 413501 | 2005 QU64              | 26 d'agost de 2005     | Palomar              | NEAT                   |
| 413502 | 2005 QY72              | 29 d'agost de 2005     | Kitt Peak            | Spacewatch             |
| 413503 | 2005 QM84              | 30 d'agost de 2005     | Campo Imperatore     | CINEOS                 |
| 413504 | 2005 QC126             | 28 d'agost de 2005     | Kitt Peak            | Spacewatch             |
| 413505 | 2005 QB128             | 28 d'agost de 2005     | Kitt Peak            | Spacewatch             |
| 413506 | 2005 QB129             | 28 d'agost de 2005     | Kitt Peak            | Spacewatch             |
| 413507 | 2005 QD130             | 28 d'agost de 2005     | Kitt Peak            | Spacewatch             |
| 413508 | 2005 QF132             | 28 d'agost de 2005     | Kitt Peak            | Spacewatch             |
| 413509 | 2005 QB175             | 31 d'agost de 2005     | Kitt Peak            | Spacewatch             |
| 413510 | 2005 RP9               | 29 d'agost de 2005     | Kitt Peak            | Spacewatch             |
| 413511 | 2005 RS24              | 11 de setembre de 2005 | Socorro              | LINEAR                 |
| 413512 | 2005 RT44              | 2 de setembre de 2005  | Palomar              | NEAT                   |
| 413513 | 2005 RR47              | 13 de setembre de 2005 | Apache Point         | A. C. Becker           |
| 413514 | 2005 RX47              | 13 de setembre de 2005 | Apache Point         | A. C. Becker           |
| 413515 | 2005 SH6               | 23 de setembre de 2005 | Kitt Peak            | Spacewatch             |
| 413516 | 2005 SS16              | 26 de setembre de 2005 | Kitt Peak            | Spacewatch             |
| 413517 | 2005 SU23              | 13 de setembre de 2005 | Catalina             | CSS                    |
| 413518 | 2005 SD28              | 23 de setembre de 2005 | Kitt Peak            | Spacewatch             |
| 413519 | 2005 SA31              | 9 de setembre de 2005  | Socorro              | LINEAR                 |
| 413520 | 2005 SB32              | 23 de setembre de 2005 | Kitt Peak            | Spacewatch             |
| 413521 | 2005 SY39              | 24 de setembre de 2005 | Kitt Peak            | Spacewatch             |
| 413522 | 2005 SE40              | 24 de setembre de 2005 | Kitt Peak            | Spacewatch             |
| 413523 | 2005 SX40              | 24 de setembre de 2005 | Kitt Peak            | Spacewatch             |
| 413524 | 2005 SC44              | 24 de setembre de 2005 | Kitt Peak            | Spacewatch             |
| 413525 | 2005 SK54              | 25 de setembre de 2005 | Kitt Peak            | Spacewatch             |
| 413526 | 2005 SX58              | 26 de setembre de 2005 | Kitt Peak            | Spacewatch             |
| 413527 | 2005 SW63              | 26 de setembre de 2005 | Kitt Peak            | Spacewatch             |
| 413528 | 2005 SO76              | 24 de setembre de 2005 | Kitt Peak            | Spacewatch             |
| 413529 | 2005 SX83              | 24 de setembre de 2005 | Kitt Peak            | Spacewatch             |
| 413530 | 2005 SQ85              | 24 de setembre de 2005 | Kitt Peak            | Spacewatch             |
| 413531 | 2005 SW88              | 24 de setembre de 2005 | Kitt Peak            | Spacewatch             |
| 413532 | 2005 SS93              | 24 de setembre de 2005 | Kitt Peak            | Spacewatch             |
| 413533 | 2005 SC100             | 25 de setembre de 2005 | Kitt Peak            | Spacewatch             |
| 413534 | 2005 SC104             | 25 de setembre de 2005 | Kitt Peak            | Spacewatch             |
| 413535 | 2005 SU109             | 26 de setembre de 2005 | Kitt Peak            | Spacewatch             |
| 413536 | 2005 SQ121             | 29 de setembre de 2005 | Kitt Peak            | Spacewatch             |
| 413537 | 2005 SU129             | 29 de setembre de 2005 | Mount Lemmon         | Mt. Lemmon Survey      |
| 413538 | 2005 SJ131             | 29 de setembre de 2005 | Kitt Peak            | Spacewatch             |
| 413539 | 2005 SO131             | 29 de setembre de 2005 | Kitt Peak            | Spacewatch             |
| 413540 | 2005 SO142             | 25 de setembre de 2005 | Kitt Peak            | Spacewatch             |
| 413541 | 2005 SX146             | 25 de setembre de 2005 | Kitt Peak            | Spacewatch             |
| 413542 | 2005 SM159             | 23 de setembre de 2005 | Catalina             | CSS                    |
| 413543 | 2005 SQ161             | 27 de setembre de 2005 | Kitt Peak            | Spacewatch             |
| 413544 | 2005 SW174             | 29 de setembre de 2005 | Kitt Peak            | Spacewatch             |
| 413545 | 2005 SL176             | 29 de setembre de 2005 | Kitt Peak            | Spacewatch             |
| 413546 | 2005 SC178             | 29 de setembre de 2005 | Kitt Peak            | Spacewatch             |
| 413547 | 2005 SS178             | 29 de setembre de 2005 | Anderson Mesa        | LONEOS                 |
| 413548 | 2005 SJ180             | 1 de setembre de 2005  | Kitt Peak            | Spacewatch             |
| 413549 | 2005 SJ182             | 29 de setembre de 2005 | Kitt Peak            | Spacewatch             |
| 413550 | 2005 SG189             | 29 de setembre de 2005 | Mount Lemmon         | Mt. Lemmon Survey      |
| 413551 | 2005 SZ208             | 30 de setembre de 2005 | Mount Lemmon         | Mt. Lemmon Survey      |
| 413552 | 2005 SV218             | 30 de setembre de 2005 | Mount Lemmon         | Mt. Lemmon Survey      |
| 413553 | 2005 SR221             | 30 de setembre de 2005 | Catalina             | CSS                    |
| 413554 | 2005 SY232             | 30 de setembre de 2005 | Mount Lemmon         | Mt. Lemmon Survey      |
| 413555 | 2005 SO236             | 29 de setembre de 2005 | Kitt Peak            | Spacewatch             |
| 413556 | 2005 SZ247             | 30 de setembre de 2005 | Kitt Peak            | Spacewatch             |
| 413557 | 2005 SJ255             | 22 de setembre de 2005 | Palomar              | NEAT                   |
| 413558 | 2005 ST266             | 29 de setembre de 2005 | Anderson Mesa        | LONEOS                 |
| 413559 | 2005 SN271             | 30 de setembre de 2005 | Mount Lemmon         | Mt. Lemmon Survey      |
| 413560 | 2005 SD284             | 24 de setembre de 2005 | Apache Point         | A. C. Becker           |
| 413561 | 2005 SB290             | 27 de setembre de 2005 | Kitt Peak            | Spacewatch             |
| 413562 | 2005 TU36              | 1 d'octubre de 2005    | Catalina             | CSS                    |
| 413563 | 2005 TG45              | 5 d'octubre de 2005    | Catalina             | CSS                    |
| 413564 | 2005 TW53              | 1 d'octubre de 2005    | Mount Lemmon         | Mt. Lemmon Survey      |
| 413565 | 2005 TY55              | 6 d'octubre de 2005    | Catalina             | CSS                    |
| 413566 | 2005 TH86              | 4 d'octubre de 2005    | Mount Lemmon         | Mt. Lemmon Survey      |
| 413567 | 2005 TY91              | 6 d'octubre de 2005    | Catalina             | CSS                    |
| 413568 | 2005 TC103             | 7 d'octubre de 2005    | Anderson Mesa        | LONEOS                 |
| 413569 | 2005 TA119             | 7 d'octubre de 2005    | Kitt Peak            | Spacewatch             |
| 413570 | 2005 TD122             | 7 d'octubre de 2005    | Kitt Peak            | Spacewatch             |
| 413571 | 2005 TF126             | 30 de setembre de 2005 | Mount Lemmon         | Mt. Lemmon Survey      |
| 413572 | 2005 TO139             | 29 de setembre de 2005 | Kitt Peak            | Spacewatch             |
| 413573 | 2005 TT157             | 24 de setembre de 2005 | Kitt Peak            | Spacewatch             |
| 413574 | 2005 TX159             | 9 d'octubre de 2005    | Kitt Peak            | Spacewatch             |
| 413575 | 2005 TQ178             | 26 de setembre de 2005 | Catalina             | CSS                    |
| 413576 | 2005 UZ2               | 25 d'octubre de 2005   | La Silla             | R. Behrend, C. Vuissoz |
| 413577 | 2005 UL5               | 27 d'octubre de 2005   | Socorro              | LINEAR                 |
| 413578 | 2005 UM6               | 26 d'octubre de 2005   | Kitt Peak            | Spacewatch             |
| 413579 | 2005 UB14              | 2 d'octubre de 2005    | Mount Lemmon         | Mt. Lemmon Survey      |
| 413580 | 2005 UV21              | 23 d'octubre de 2005   | Kitt Peak            | Spacewatch             |
| 413581 | 2005 UX43              | 30 de setembre de 2005 | Kitt Peak            | Spacewatch             |
| 413582 | 2005 UY44              | 22 d'octubre de 2005   | Kitt Peak            | Spacewatch             |
| 413583 | 2005 UN49              | 23 d'octubre de 2005   | Catalina             | CSS                    |
| 413584 | 2005 UG60              | 25 d'octubre de 2005   | Anderson Mesa        | LONEOS                 |
| 413585 | 2005 UT61              | 25 d'octubre de 2005   | Mount Lemmon         | Mt. Lemmon Survey      |
| 413586 | 2005 UF70              | 23 d'octubre de 2005   | Catalina             | CSS                    |
| 413587 | 2005 UO83              | 22 d'octubre de 2005   | Kitt Peak            | Spacewatch             |
| 413588 | 2005 UP83              | 22 d'octubre de 2005   | Kitt Peak            | Spacewatch             |
| 413589 | 2005 UE87              | 22 d'octubre de 2005   | Kitt Peak            | Spacewatch             |
| 413590 | 2005 UF98              | 22 d'octubre de 2005   | Kitt Peak            | Spacewatch             |
| 413591 | 2005 UX104             | 22 d'octubre de 2005   | Kitt Peak            | Spacewatch             |
| 413592 | 2005 UU108             | 5 d'octubre de 2005    | Catalina             | CSS                    |
| 413593 | 2005 US109             | 22 d'octubre de 2005   | Kitt Peak            | Spacewatch             |
| 413594 | 2005 UO111             | 22 d'octubre de 2005   | Kitt Peak            | Spacewatch             |
| 413595 | 2005 UH113             | 22 d'octubre de 2005   | Kitt Peak            | Spacewatch             |
| 413596 | 2005 UK117             | 24 d'octubre de 2005   | Kitt Peak            | Spacewatch             |
| 413597 | 2005 UO117             | 12 d'octubre de 2005   | Kitt Peak            | Spacewatch             |
| 413598 | 2005 UY122             | 24 d'octubre de 2005   | Kitt Peak            | Spacewatch             |
| 413599 | 2005 UU167             | 5 d'octubre de 2005    | Kitt Peak            | Spacewatch             |
| 413600 | 2005 UU171             | 24 d'octubre de 2005   | Kitt Peak            | Spacewatch             |

## 413601-413700
| Nom    | Designació provisional | Data de descobriment   | Lloc de descobriment | Descobridor/s     |
| ------ | ---------------------- | ---------------------- | -------------------- | ----------------- |
| 413601 | 2005 UW171             | 24 d'octubre de 2005   | Kitt Peak            | Spacewatch        |
| 413602 | 2005 UZ171             | 24 d'octubre de 2005   | Kitt Peak            | Spacewatch        |
| 413603 | 2005 UU184             | 25 d'octubre de 2005   | Mount Lemmon         | Mt. Lemmon Survey |
| 413604 | 2005 UM195             | 22 d'octubre de 2005   | Kitt Peak            | Spacewatch        |
| 413605 | 2005 UB203             | 25 d'octubre de 2005   | Kitt Peak            | Spacewatch        |
| 413606 | 2005 UG204             | 25 d'octubre de 2005   | Mount Lemmon         | Mt. Lemmon Survey |
| 413607 | 2005 UK212             | 27 d'octubre de 2005   | Kitt Peak            | Spacewatch        |
| 413608 | 2005 UB222             | 25 d'octubre de 2005   | Kitt Peak            | Spacewatch        |
| 413609 | 2005 UP225             | 25 d'octubre de 2005   | Kitt Peak            | Spacewatch        |
| 413610 | 2005 UH228             | 25 d'octubre de 2005   | Kitt Peak            | Spacewatch        |
| 413611 | 2005 UJ233             | 25 d'octubre de 2005   | Kitt Peak            | Spacewatch        |
| 413612 | 2005 UV233             | 25 d'octubre de 2005   | Kitt Peak            | Spacewatch        |
| 413613 | 2005 UR257             | 25 d'octubre de 2005   | Kitt Peak            | Spacewatch        |
| 413614 | 2005 UJ261             | 25 d'octubre de 2005   | Mount Lemmon         | Mt. Lemmon Survey |
| 413615 | 2005 UD262             | 26 d'octubre de 2005   | Kitt Peak            | Spacewatch        |
| 413616 | 2005 UW262             | 1 d'octubre de 2005    | Kitt Peak            | Spacewatch        |
| 413617 | 2005 UU275             | 29 de setembre de 2005 | Mount Lemmon         | Mt. Lemmon Survey |
| 413618 | 2005 UO282             | 26 d'octubre de 2005   | Kitt Peak            | Spacewatch        |
| 413619 | 2005 UY288             | 26 d'octubre de 2005   | Kitt Peak            | Spacewatch        |
| 413620 | 2005 US293             | 26 d'octubre de 2005   | Kitt Peak            | Spacewatch        |
| 413621 | 2005 UE296             | 26 d'octubre de 2005   | Kitt Peak            | Spacewatch        |
| 413622 | 2005 UG307             | 27 d'octubre de 2005   | Mount Lemmon         | Mt. Lemmon Survey |
| 413623 | 2005 UM310             | 29 d'octubre de 2005   | Mount Lemmon         | Mt. Lemmon Survey |
| 413624 | 2005 UB314             | 25 de setembre de 2005 | Kitt Peak            | Spacewatch        |
| 413625 | 2005 UP315             | 25 d'octubre de 2005   | Kitt Peak            | Spacewatch        |
| 413626 | 2005 UQ323             | 28 d'octubre de 2005   | Mount Lemmon         | Mt. Lemmon Survey |
| 413627 | 2005 UK350             | 28 d'octubre de 2005   | Catalina             | CSS               |
| 413628 | 2005 UV353             | 29 d'octubre de 2005   | Catalina             | CSS               |
| 413629 | 2005 UD367             | 27 d'octubre de 2005   | Kitt Peak            | Spacewatch        |
| 413630 | 2005 UK374             | 27 d'octubre de 2005   | Kitt Peak            | Spacewatch        |
| 413631 | 2005 UE379             | 29 d'octubre de 2005   | Mount Lemmon         | Mt. Lemmon Survey |
| 413632 | 2005 UA383             | 22 d'octubre de 2005   | Kitt Peak            | Spacewatch        |
| 413633 | 2005 UC388             | 26 d'octubre de 2005   | Kitt Peak            | Spacewatch        |
| 413634 | 2005 UQ391             | 30 d'octubre de 2005   | Kitt Peak            | Spacewatch        |
| 413635 | 2005 UX416             | 25 d'octubre de 2005   | Kitt Peak            | Spacewatch        |
| 413636 | 2005 UL417             | 25 d'octubre de 2005   | Kitt Peak            | Spacewatch        |
| 413637 | 2005 UL424             | 12 d'octubre de 2005   | Kitt Peak            | Spacewatch        |
| 413638 | 2005 UH439             | 29 d'octubre de 2005   | Catalina             | CSS               |
| 413639 | 2005 UR442             | 30 d'octubre de 2005   | Kitt Peak            | Spacewatch        |
| 413640 | 2005 UW442             | 12 d'octubre de 2005   | Kitt Peak            | Spacewatch        |
| 413641 | 2005 UO475             | 22 d'octubre de 2005   | Kitt Peak            | Spacewatch        |
| 413642 | 2005 UC483             | 23 de setembre de 2005 | Kitt Peak            | Spacewatch        |
| 413643 | 2005 UX491             | 24 d'octubre de 2005   | Palomar              | NEAT              |
| 413644 | 2005 UZ498             | 27 d'octubre de 2005   | Catalina             | CSS               |
| 413645 | 2005 UV519             | 1 d'octubre de 2005    | Mount Lemmon         | Mt. Lemmon Survey |
| 413646 | 2005 VR4               | 7 de novembre de 2005  | Marly                | Observatoire Naef |
| 413647 | 2005 VS7               | 12 de novembre de 2005 | Wrightwood           | J. W. Young       |
| 413648 | 2005 VZ7               | 5 d'octubre de 2005    | Kitt Peak            | Spacewatch        |
| 413649 | 2005 VU12              | 3 de novembre de 2005  | Mount Lemmon         | Mt. Lemmon Survey |
| 413650 | 2005 VF14              | 3 de novembre de 2005  | Kitt Peak            | Spacewatch        |
| 413651 | 2005 VA19              | 1 de novembre de 2005  | Kitt Peak            | Spacewatch        |
| 413652 | 2005 VW19              | 1 de novembre de 2005  | Kitt Peak            | Spacewatch        |
| 413653 | 2005 VP22              | 25 d'abril de 2004     | Kitt Peak            | Spacewatch        |
| 413654 | 2005 VB35              | 3 de novembre de 2005  | Mount Lemmon         | Mt. Lemmon Survey |
| 413655 | 2005 VP35              | 10 d'octubre de 2005   | Kitt Peak            | Spacewatch        |
| 413656 | 2005 VU53              | 4 de novembre de 2005  | Mount Lemmon         | Mt. Lemmon Survey |
| 413657 | 2005 VW57              | 4 de novembre de 2005  | Mount Lemmon         | Mt. Lemmon Survey |
| 413658 | 2005 VW58              | 5 de novembre de 2005  | Kitt Peak            | Spacewatch        |
| 413659 | 2005 VL61              | 5 de novembre de 2005  | Socorro              | LINEAR            |
| 413660 | 2005 VO74              | 1 de novembre de 2005  | Mount Lemmon         | Mt. Lemmon Survey |
| 413661 | 2005 VQ74              | 1 de novembre de 2005  | Mount Lemmon         | Mt. Lemmon Survey |
| 413662 | 2005 VL76              | 4 de novembre de 2005  | Catalina             | CSS               |
| 413663 | 2005 VP92              | 1 d'octubre de 2005    | Mount Lemmon         | Mt. Lemmon Survey |
| 413664 | 2005 VA99              | 5 d'abril de 2003      | Kitt Peak            | Spacewatch        |
| 413665 | 2005 VD99              | 5 de novembre de 2005  | Catalina             | CSS               |
| 413666 | 2005 VJ119             | 7 de novembre de 2005  | Mauna Kea            | F. Bernardi       |
| 413667 | 2005 VK127             | 1 de novembre de 2005  | Apache Point         | A. C. Becker      |
| 413668 | 2005 VG128             | 1 de novembre de 2005  | Apache Point         | A. C. Becker      |
| 413669 | 2005 WK19              | 24 de novembre de 2005 | Palomar              | NEAT              |
| 413670 | 2005 WS21              | 21 de novembre de 2005 | Kitt Peak            | Spacewatch        |
| 413671 | 2005 WN31              | 21 de novembre de 2005 | Kitt Peak            | Spacewatch        |
| 413672 | 2005 WP33              | 21 de novembre de 2005 | Kitt Peak            | Spacewatch        |
| 413673 | 2005 WD34              | 21 de novembre de 2005 | Kitt Peak            | Spacewatch        |
| 413674 | 2005 WG47              | 25 de novembre de 2005 | Mount Lemmon         | Mt. Lemmon Survey |
| 413675 | 2005 WR67              | 22 de novembre de 2005 | Kitt Peak            | Spacewatch        |
| 413676 | 2005 WW76              | 25 de novembre de 2005 | Kitt Peak            | Spacewatch        |
| 413677 | 2005 WF79              | 25 de novembre de 2005 | Kitt Peak            | Spacewatch        |
| 413678 | 2005 WD80              | 25 de novembre de 2005 | Mount Lemmon         | Mt. Lemmon Survey |
| 413679 | 2005 WR88              | 22 de novembre de 2005 | Kitt Peak            | Spacewatch        |
| 413680 | 2005 WK114             | 6 de novembre de 2005  | Mount Lemmon         | Mt. Lemmon Survey |
| 413681 | 2005 WC136             | 26 de novembre de 2005 | Kitt Peak            | Spacewatch        |
| 413682 | 2005 WM152             | 27 d'octubre de 2005   | Mount Lemmon         | Mt. Lemmon Survey |
| 413683 | 2005 WR170             | 22 de novembre de 2005 | Kitt Peak            | Spacewatch        |
| 413684 | 2005 WL173             | 1 de novembre de 2005  | Mount Lemmon         | Mt. Lemmon Survey |
| 413685 | 2005 WL211             | 25 de novembre de 2005 | Kitt Peak            | Spacewatch        |
| 413686 | 2005 XR23              | 2 de desembre de 2005  | Socorro              | LINEAR            |
| 413687 | 2005 XR34              | 26 de novembre de 2005 | Kitt Peak            | Spacewatch        |
| 413688 | 2005 XF43              | 2 de desembre de 2005  | Kitt Peak            | Spacewatch        |
| 413689 | 2005 XB52              | 2 de desembre de 2005  | Kitt Peak            | Spacewatch        |
| 413690 | 2005 XS58              | 2 de desembre de 2005  | Mount Lemmon         | Mt. Lemmon Survey |
| 413691 | 2005 XP63              | 5 de desembre de 2005  | Mount Lemmon         | Mt. Lemmon Survey |
| 413692 | 2005 XX64              | 7 de desembre de 2005  | Catalina             | CSS               |
| 413693 | 2005 XX83              | 6 de desembre de 2005  | Catalina             | CSS               |
| 413694 | 2005 XA111             | 1 de desembre de 2005  | Kitt Peak            | M. W. Buie        |
| 413695 | 2005 YH2               | 21 de desembre de 2005 | Kitt Peak            | Spacewatch        |
| 413696 | 2005 YP2               | 1 d'octubre de 2005    | Mount Lemmon         | Mt. Lemmon Survey |
| 413697 | 2005 YA14              | 22 de desembre de 2005 | Kitt Peak            | Spacewatch        |
| 413698 | 2005 YS23              | 24 de desembre de 2005 | Kitt Peak            | Spacewatch        |
| 413699 | 2005 YW23              | 4 de desembre de 2005  | Mount Lemmon         | Mt. Lemmon Survey |
| 413700 | 2005 YH32              | 22 de desembre de 2005 | Kitt Peak            | Spacewatch        |

## 413701-413800
| Nom    | Designació provisional | Data de descobriment   | Lloc de descobriment | Descobridor/s     |
| ------ | ---------------------- | ---------------------- | -------------------- | ----------------- |
| 413701 | 2005 YR34              | 24 de desembre de 2005 | Kitt Peak            | Spacewatch        |
| 413702 | 2005 YY44              | 25 de desembre de 2005 | Kitt Peak            | Spacewatch        |
| 413703 | 2005 YQ59              | 3 d'octubre de 2005    | Catalina             | CSS               |
| 413704 | 2005 YW68              | 5 de desembre de 2005  | Mount Lemmon         | Mt. Lemmon Survey |
| 413705 | 2005 YK75              | 8 de desembre de 2005  | Kitt Peak            | Spacewatch        |
| 413706 | 2005 YK85              | 2 de desembre de 2005  | Mount Lemmon         | Mt. Lemmon Survey |
| 413707 | 2005 YU143             | 28 de desembre de 2005 | Mount Lemmon         | Mt. Lemmon Survey |
| 413708 | 2005 YV162             | 27 de desembre de 2005 | Mount Lemmon         | Mt. Lemmon Survey |
| 413709 | 2005 YW165             | 10 de novembre de 2005 | Mount Lemmon         | Mt. Lemmon Survey |
| 413710 | 2005 YA169             | 30 de desembre de 2005 | Kitt Peak            | Spacewatch        |
| 413711 | 2005 YG192             | 30 de desembre de 2005 | Kitt Peak            | Spacewatch        |
| 413712 | 2005 YM237             | 28 de desembre de 2005 | Kitt Peak            | Spacewatch        |
| 413713 | 2005 YX237             | 28 de desembre de 2005 | Kitt Peak            | Spacewatch        |
| 413714 | 2005 YC282             | 26 de desembre de 2005 | Mount Lemmon         | Mt. Lemmon Survey |
| 413715 | 2006 AB18              | 27 de desembre de 2005 | Mount Lemmon         | Mt. Lemmon Survey |
| 413716 | 2006 AO51              | 30 de novembre de 2005 | Mount Lemmon         | Mt. Lemmon Survey |
| 413717 | 2006 AV100             | 7 de gener de 2006     | Mount Lemmon         | Mt. Lemmon Survey |
| 413718 | 2006 AH104             | 6 de gener de 2006     | Mount Lemmon         | Mt. Lemmon Survey |
| 413719 | 2006 BF26              | 22 de gener de 2006    | Anderson Mesa        | LONEOS            |
| 413720 | 2006 BH36              | 10 de gener de 2006    | Mount Lemmon         | Mt. Lemmon Survey |
| 413721 | 2006 BF67              | 23 de gener de 2006    | Kitt Peak            | Spacewatch        |
| 413722 | 2006 BO70              | 23 de gener de 2006    | Kitt Peak            | Spacewatch        |
| 413723 | 2006 BK74              | 23 de gener de 2006    | Kitt Peak            | Spacewatch        |
| 413724 | 2006 BY80              | 23 de gener de 2006    | Kitt Peak            | Spacewatch        |
| 413725 | 2006 BV108             | 25 de gener de 2006    | Kitt Peak            | Spacewatch        |
| 413726 | 2006 BF113             | 25 de gener de 2006    | Kitt Peak            | Spacewatch        |
| 413727 | 2006 BK117             | 26 de gener de 2006    | Kitt Peak            | Spacewatch        |
| 413728 | 2006 BD121             | 26 de gener de 2006    | Kitt Peak            | Spacewatch        |
| 413729 | 2006 BX127             | 26 de gener de 2006    | Kitt Peak            | Spacewatch        |
| 413730 | 2006 BD139             | 28 de gener de 2006    | Mount Lemmon         | Mt. Lemmon Survey |
| 413731 | 2006 BF155             | 25 de gener de 2006    | Kitt Peak            | Spacewatch        |
| 413732 | 2006 BX162             | 7 de gener de 2006     | Mount Lemmon         | Mt. Lemmon Survey |
| 413733 | 2006 BM175             | 27 de gener de 2006    | Kitt Peak            | Spacewatch        |
| 413734 | 2006 BY180             | 27 de gener de 2006    | Mount Lemmon         | Mt. Lemmon Survey |
| 413735 | 2006 BO205             | 31 de gener de 2006    | Mount Lemmon         | Mt. Lemmon Survey |
| 413736 | 2006 BT208             | 31 de gener de 2006    | Mount Lemmon         | Mt. Lemmon Survey |
| 413737 | 2006 BL216             | 26 de gener de 2006    | Catalina             | CSS               |
| 413738 | 2006 BU229             | 23 de gener de 2006    | Kitt Peak            | Spacewatch        |
| 413739 | 2006 BO232             | 31 de gener de 2006    | Kitt Peak            | Spacewatch        |
| 413740 | 2006 BG236             | 23 de gener de 2006    | Kitt Peak            | Spacewatch        |
| 413741 | 2006 BN243             | 31 de gener de 2006    | Kitt Peak            | Spacewatch        |
| 413742 | 2006 BZ247             | 31 de gener de 2006    | Kitt Peak            | Spacewatch        |
| 413743 | 2006 BK250             | 31 de gener de 2006    | Kitt Peak            | Spacewatch        |
| 413744 | 2006 BP264             | 31 de gener de 2006    | Kitt Peak            | Spacewatch        |
| 413745 | 2006 BS270             | 31 de gener de 2006    | Anderson Mesa        | LONEOS            |
| 413746 | 2006 BE279             | 30 de gener de 2006    | Kitt Peak            | Spacewatch        |
| 413747 | 2006 CP5               | 9 de gener de 2006     | Kitt Peak            | Spacewatch        |
| 413748 | 2006 CS14              | 1 de febrer de 2006    | Kitt Peak            | Spacewatch        |
| 413749 | 2006 CN24              | 10 de gener de 2006    | Mount Lemmon         | Mt. Lemmon Survey |
| 413750 | 2006 CS34              | 27 de gener de 2006    | Mount Lemmon         | Mt. Lemmon Survey |
| 413751 | 2006 CT41              | 2 de febrer de 2006    | Kitt Peak            | Spacewatch        |
| 413752 | 2006 DB14              | 22 de febrer de 2006   | Catalina             | CSS               |
| 413753 | 2006 DT23              | 30 de gener de 2006    | Kitt Peak            | Spacewatch        |
| 413754 | 2006 DK26              | 26 de gener de 2006    | Kitt Peak            | Spacewatch        |
| 413755 | 2006 DS30              | 20 de febrer de 2006   | Kitt Peak            | Spacewatch        |
| 413756 | 2006 DW99              | 25 de febrer de 2006   | Kitt Peak            | Spacewatch        |
| 413757 | 2006 DM103             | 13 d'octubre de 2004   | Kitt Peak            | Spacewatch        |
| 413758 | 2006 DN113             | 27 de febrer de 2006   | Kitt Peak            | Spacewatch        |
| 413759 | 2006 DZ119             | 20 de febrer de 2006   | Catalina             | CSS               |
| 413760 | 2006 DR131             | 25 de febrer de 2006   | Kitt Peak            | Spacewatch        |
| 413761 | 2006 DL156             | 27 de febrer de 2006   | Kitt Peak            | Spacewatch        |
| 413762 | 2006 DK166             | 27 de febrer de 2006   | Kitt Peak            | Spacewatch        |
| 413763 | 2006 DX183             | 27 de febrer de 2006   | Kitt Peak            | Spacewatch        |
| 413764 | 2006 DT195             | 20 de febrer de 2006   | Catalina             | CSS               |
| 413765 | 2006 DN205             | 25 de febrer de 2006   | Mount Lemmon         | Mt. Lemmon Survey |
| 413766 | 2006 DD215             | 20 de febrer de 2006   | Kitt Peak            | Spacewatch        |
| 413767 | 2006 EY2               | 2 de març de 2006      | Kitt Peak            | Spacewatch        |
| 413768 | 2006 EL15              | 2 de març de 2006      | Kitt Peak            | Spacewatch        |
| 413769 | 2006 EV40              | 4 de març de 2006      | Mount Lemmon         | Mt. Lemmon Survey |
| 413770 | 2006 FA20              | 9 d'octubre de 2004    | Kitt Peak            | Spacewatch        |
| 413771 | 2006 FW27              | 24 de març de 2006     | Mount Lemmon         | Mt. Lemmon Survey |
| 413772 | 2006 FU29              | 24 de març de 2006     | Mount Lemmon         | Mt. Lemmon Survey |
| 413773 | 2006 GU33              | 7 d'abril de 2006      | Mount Lemmon         | Mt. Lemmon Survey |
| 413774 | 2006 GM46              | 8 d'abril de 2006      | Kitt Peak            | Spacewatch        |
| 413775 | 2006 GF51              | 2 d'abril de 2006      | Anderson Mesa        | LONEOS            |
| 413776 | 2006 GS54              | 19 d'octubre de 2003   | Kitt Peak            | Spacewatch        |
| 413777 | 2006 HU5               | 19 d'abril de 2006     | Palomar              | NEAT              |
| 413778 | 2006 HZ6               | 9 d'abril de 2006      | Catalina             | CSS               |
| 413779 | 2006 HR15              | 20 d'abril de 2006     | Kitt Peak            | Spacewatch        |
| 413780 | 2006 HS25              | 20 d'abril de 2006     | Kitt Peak            | Spacewatch        |
| 413781 | 2006 HY27              | 20 d'abril de 2006     | Kitt Peak            | Spacewatch        |
| 413782 | 2006 HG28              | 20 d'abril de 2006     | Kitt Peak            | Spacewatch        |
| 413783 | 2006 HX32              | 19 d'abril de 2006     | Kitt Peak            | Spacewatch        |
| 413784 | 2006 HA45              | 25 d'abril de 2006     | Kitt Peak            | Spacewatch        |
| 413785 | 2006 HE46              | 25 d'abril de 2006     | Catalina             | CSS               |
| 413786 | 2006 HA53              | 19 d'abril de 2006     | Anderson Mesa        | LONEOS            |
| 413787 | 2006 HH68              | 24 d'abril de 2006     | Mount Lemmon         | Mt. Lemmon Survey |
| 413788 | 2006 HE72              | 25 d'abril de 2006     | Kitt Peak            | Spacewatch        |
| 413789 | 2006 HP87              | 30 d'abril de 2006     | Kitt Peak            | Spacewatch        |
| 413790 | 2006 HZ87              | 30 d'abril de 2006     | Kitt Peak            | Spacewatch        |
| 413791 | 2006 HK88              | 30 d'abril de 2006     | Kitt Peak            | Spacewatch        |
| 413792 | 2006 HU101             | 30 d'abril de 2006     | Kitt Peak            | Spacewatch        |
| 413793 | 2006 HU103             | 30 d'abril de 2006     | Kitt Peak            | Spacewatch        |
| 413794 | 2006 HS107             | 30 d'abril de 2006     | Kitt Peak            | Spacewatch        |
| 413795 | 2006 HB119             | 30 d'abril de 2006     | Kitt Peak            | Spacewatch        |
| 413796 | 2006 HH151             | 30 d'abril de 2006     | Anderson Mesa        | LONEOS            |
| 413797 | 2006 HG152             | 19 d'abril de 2006     | Mount Lemmon         | Mt. Lemmon Survey |
| 413798 | 2006 HQ153             | 30 d'abril de 2006     | Kitt Peak            | Spacewatch        |
| 413799 | 2006 JN1               | 1 de maig de 2006      | Kitt Peak            | Spacewatch        |
| 413800 | 2006 JK3               | 2 de maig de 2006      | Mount Lemmon         | Mt. Lemmon Survey |

## 413801-413900
| Nom    | Designació provisional | Data de descobriment   | Lloc de descobriment | Descobridor/s     |
| ------ | ---------------------- | ---------------------- | -------------------- | ----------------- |
| 413801 | 2006 JG10              | 1 de maig de 2006      | Kitt Peak            | Spacewatch        |
| 413802 | 2006 JT12              | 1 de maig de 2006      | Kitt Peak            | Spacewatch        |
| 413803 | 2006 JE31              | 3 de maig de 2006      | Kitt Peak            | Spacewatch        |
| 413804 | 2006 JW33              | 4 de maig de 2006      | Kitt Peak            | Spacewatch        |
| 413805 | 2006 JC44              | 6 de maig de 2006      | Kitt Peak            | Spacewatch        |
| 413806 | 2006 JH49              | 1 de maig de 2006      | Kitt Peak            | Spacewatch        |
| 413807 | 2006 KQ18              | 21 de maig de 2006     | Kitt Peak            | Spacewatch        |
| 413808 | 2006 KX30              | 20 de maig de 2006     | Kitt Peak            | Spacewatch        |
| 413809 | 2006 KF45              | 1 de març de 2005      | Kitt Peak            | Spacewatch        |
| 413810 | 2006 KZ68              | 20 de maig de 2006     | Kitt Peak            | Spacewatch        |
| 413811 | 2006 KA76              | 24 de maig de 2006     | Palomar              | NEAT              |
| 413812 | 2006 KN87              | 24 de maig de 2006     | Kitt Peak            | Spacewatch        |
| 413813 | 2006 KM100             | 29 de maig de 2006     | Vail-Jarnac          | Jarnac            |
| 413814 | 2006 LF3               | 15 de juny de 2006     | Kitt Peak            | Spacewatch        |
| 413815 | 2006 PO8               | 13 d'agost de 2006     | Palomar              | NEAT              |
| 413816 | 2006 PE11              | 13 d'agost de 2006     | Palomar              | NEAT              |
| 413817 | 2006 PN16              | 15 d'agost de 2006     | Palomar              | NEAT              |
| 413818 | 2006 QC7               | 17 d'agost de 2006     | Palomar              | NEAT              |
| 413819 | 2006 QU17              | 17 d'agost de 2006     | Palomar              | NEAT              |
| 413820 | 2006 QR89              | 29 d'agost de 2006     | Kitt Peak            | Spacewatch        |
| 413821 | 2006 QY104             | 28 d'agost de 2006     | Catalina             | CSS               |
| 413822 | 2006 QO133             | 24 d'agost de 2006     | Socorro              | LINEAR            |
| 413823 | 2006 QJ134             | 25 d'agost de 2006     | Socorro              | LINEAR            |
| 413824 | 2006 QH146             | 18 d'agost de 2006     | Kitt Peak            | Spacewatch        |
| 413825 | 2006 QN147             | 18 d'agost de 2006     | Kitt Peak            | Spacewatch        |
| 413826 | 2006 QR162             | 21 d'agost de 2006     | Kitt Peak            | Spacewatch        |
| 413827 | 2006 RH25              | 29 d'agost de 2006     | Kitt Peak            | Spacewatch        |
| 413828 | 2006 RS33              | 12 de setembre de 2006 | Catalina             | CSS               |
| 413829 | 2006 RK58              | 15 de setembre de 2006 | Kitt Peak            | Spacewatch        |
| 413830 | 2006 RV67              | 15 de setembre de 2006 | Kitt Peak            | Spacewatch        |
| 413831 | 2006 RG80              | 15 de setembre de 2006 | Kitt Peak            | Spacewatch        |
| 413832 | 2006 RR122             | 15 de setembre de 2006 | Kitt Peak            | Spacewatch        |
| 413833 | 2006 SJ20              | 19 de setembre de 2006 | Catalina             | CSS               |
| 413834 | 2006 SR22              | 17 de setembre de 2006 | Anderson Mesa        | LONEOS            |
| 413835 | 2006 SC26              | 29 d'agost de 2006     | Catalina             | CSS               |
| 413836 | 2006 SK31              | 17 de setembre de 2006 | Socorro              | LINEAR            |
| 413837 | 2006 SH87              | 18 de setembre de 2006 | Kitt Peak            | Spacewatch        |
| 413838 | 2006 SF92              | 18 de setembre de 2006 | Kitt Peak            | Spacewatch        |
| 413839 | 2006 SK108             | 19 de setembre de 2006 | Kitt Peak            | Spacewatch        |
| 413840 | 2006 SS115             | 24 de setembre de 2006 | Anderson Mesa        | LONEOS            |
| 413841 | 2006 SY116             | 24 de setembre de 2006 | Kitt Peak            | Spacewatch        |
| 413842 | 2006 SU186             | 25 de setembre de 2006 | Mount Lemmon         | Mt. Lemmon Survey |
| 413843 | 2006 SF201             | 18 de setembre de 2006 | Kitt Peak            | Spacewatch        |
| 413844 | 2006 SA210             | 19 de setembre de 2006 | Kitt Peak            | Spacewatch        |
| 413845 | 2006 SN235             | 19 d'agost de 2006     | Kitt Peak            | Spacewatch        |
| 413846 | 2006 SB247             | 15 de setembre de 2006 | Kitt Peak            | Spacewatch        |
| 413847 | 2006 SQ343             | 28 de setembre de 2006 | Kitt Peak            | Spacewatch        |
| 413848 | 2006 ST354             | 30 de setembre de 2006 | Mount Lemmon         | Mt. Lemmon Survey |
| 413849 | 2006 SL361             | 30 de setembre de 2006 | Mount Lemmon         | Mt. Lemmon Survey |
| 413850 | 2006 SY392             | 27 de setembre de 2006 | Mount Lemmon         | Mt. Lemmon Survey |
| 413851 | 2006 SD399             | 17 de setembre de 2006 | Kitt Peak            | Spacewatch        |
| 413852 | 2006 SX399             | 18 de setembre de 2006 | Kitt Peak            | Spacewatch        |
| 413853 | 2006 SA407             | 28 de setembre de 2006 | Kitt Peak            | Spacewatch        |
| 413854 | 2006 TL38              | 12 d'octubre de 2006   | Kitt Peak            | Spacewatch        |
| 413855 | 2006 TM38              | 12 d'octubre de 2006   | Kitt Peak            | Spacewatch        |
| 413856 | 2006 TS48              | 30 de setembre de 2006 | Mount Lemmon         | Mt. Lemmon Survey |
| 413857 | 2006 TW80              | 13 d'octubre de 2006   | Kitt Peak            | Spacewatch        |
| 413858 | 2006 TT104             | 30 de setembre de 2006 | Catalina             | CSS               |
| 413859 | 2006 UO40              | 16 d'octubre de 2006   | Catalina             | CSS               |
| 413860 | 2006 UJ41              | 16 d'octubre de 2006   | Kitt Peak            | Spacewatch        |
| 413861 | 2006 UY50              | 26 de setembre de 2006 | Kitt Peak            | Spacewatch        |
| 413862 | 2006 UY54              | 17 d'octubre de 2006   | Catalina             | CSS               |
| 413863 | 2006 UE75              | 17 d'octubre de 2006   | Catalina             | CSS               |
| 413864 | 2006 UJ99              | 30 de setembre de 2006 | Mount Lemmon         | Mt. Lemmon Survey |
| 413865 | 2006 UV113             | 18 de setembre de 2006 | Kitt Peak            | Spacewatch        |
| 413866 | 2006 UV115             | 19 d'octubre de 2006   | Kitt Peak            | Spacewatch        |
| 413867 | 2006 UW126             | 2 d'octubre de 2006    | Mount Lemmon         | Mt. Lemmon Survey |
| 413868 | 2006 UE142             | 19 d'octubre de 2006   | Mount Lemmon         | Mt. Lemmon Survey |
| 413869 | 2006 UZ150             | 20 d'octubre de 2006   | Mount Lemmon         | Mt. Lemmon Survey |
| 413870 | 2006 UN208             | 23 d'octubre de 2006   | Catalina             | CSS               |
| 413871 | 2006 UU208             | 19 d'octubre de 2006   | Kitt Peak            | Spacewatch        |
| 413872 | 2006 UY218             | 16 d'octubre de 2006   | Catalina             | CSS               |
| 413873 | 2006 UA255             | 27 d'octubre de 2006   | Mount Lemmon         | Mt. Lemmon Survey |
| 413874 | 2006 UQ262             | 29 d'octubre de 2006   | Mount Lemmon         | Mt. Lemmon Survey |
| 413875 | 2006 UP265             | 27 d'octubre de 2006   | Catalina             | CSS               |
| 413876 | 2006 UM269             | 27 d'octubre de 2006   | Mount Lemmon         | Mt. Lemmon Survey |
| 413877 | 2006 UL271             | 27 d'octubre de 2006   | Mount Lemmon         | Mt. Lemmon Survey |
| 413878 | 2006 UL283             | 28 d'octubre de 2006   | Kitt Peak            | Spacewatch        |
| 413879 | 2006 UN335             | 17 d'octubre de 2006   | Mount Lemmon         | Mt. Lemmon Survey |
| 413880 | 2006 VX6               | 10 de novembre de 2006 | Kitt Peak            | Spacewatch        |
| 413881 | 2006 VX30              | 10 de novembre de 2006 | Kitt Peak            | Spacewatch        |
| 413882 | 2006 VX49              | 10 de novembre de 2006 | Kitt Peak            | Spacewatch        |
| 413883 | 2006 VQ59              | 22 d'octubre de 2006   | Mount Lemmon         | Mt. Lemmon Survey |
| 413884 | 2006 VR63              | 28 de setembre de 2006 | Mount Lemmon         | Mt. Lemmon Survey |
| 413885 | 2006 VW68              | 11 de novembre de 2006 | Kitt Peak            | Spacewatch        |
| 413886 | 2006 VK77              | 12 de novembre de 2006 | Mount Lemmon         | Mt. Lemmon Survey |
| 413887 | 2006 VT81              | 13 de novembre de 2006 | Mount Lemmon         | Mt. Lemmon Survey |
| 413888 | 2006 VH94              | 10 de novembre de 2006 | Kitt Peak            | Spacewatch        |
| 413889 | 2006 VX104             | 30 de setembre de 2006 | Mount Lemmon         | Mt. Lemmon Survey |
| 413890 | 2006 VN109             | 13 de novembre de 2006 | Mount Lemmon         | Mt. Lemmon Survey |
| 413891 | 2006 VV119             | 14 de novembre de 2006 | Kitt Peak            | Spacewatch        |
| 413892 | 2006 VC124             | 20 d'octubre de 2006   | Mount Lemmon         | Mt. Lemmon Survey |
| 413893 | 2006 VV135             | 15 de novembre de 2006 | Kitt Peak            | Spacewatch        |
| 413894 | 2006 VH139             | 15 de novembre de 2006 | Kitt Peak            | Spacewatch        |
| 413895 | 2006 VW143             | 29 d'octubre de 2006   | Catalina             | CSS               |
| 413896 | 2006 VU145             | 15 de novembre de 2006 | Catalina             | CSS               |
| 413897 | 2006 VO169             | 11 de novembre de 2006 | Kitt Peak            | Spacewatch        |
| 413898 | 2006 WM5               | 27 de setembre de 2006 | Mount Lemmon         | Mt. Lemmon Survey |
| 413899 | 2006 WN5               | 16 de novembre de 2006 | Kitt Peak            | Spacewatch        |
| 413900 | 2006 WO6               | 16 de novembre de 2006 | Kitt Peak            | Spacewatch        |

## 413901-414000
| Nom    | Designació provisional | Data de descobriment   | Lloc de descobriment | Descobridor/s        |
| ------ | ---------------------- | ---------------------- | -------------------- | -------------------- |
| 413901 | 2006 WS7               | 16 de novembre de 2006 | Kitt Peak            | Spacewatch           |
| 413902 | 2006 WL16              | 4 d'octubre de 2006    | Mount Lemmon         | Mt. Lemmon Survey    |
| 413903 | 2006 WQ22              | 17 de novembre de 2006 | Mount Lemmon         | Mt. Lemmon Survey    |
| 413904 | 2006 WU23              | 17 de novembre de 2006 | Mount Lemmon         | Mt. Lemmon Survey    |
| 413905 | 2006 WX26              | 18 de novembre de 2006 | Socorro              | LINEAR               |
| 413906 | 2006 WF27              | 18 de novembre de 2006 | Catalina             | CSS                  |
| 413907 | 2006 WO29              | 22 de novembre de 2006 | Mount Lemmon         | Mt. Lemmon Survey    |
| 413908 | 2006 WK40              | 16 de novembre de 2006 | Kitt Peak            | Spacewatch           |
| 413909 | 2006 WX40              | 28 de setembre de 2006 | Mount Lemmon         | Mt. Lemmon Survey    |
| 413910 | 2006 WD50              | 16 de novembre de 2006 | Mount Lemmon         | Mt. Lemmon Survey    |
| 413911 | 2006 WT61              | 17 de novembre de 2006 | Socorro              | LINEAR               |
| 413912 | 2006 WN69              | 23 d'octubre de 2006   | Mount Lemmon         | Mt. Lemmon Survey    |
| 413913 | 2006 WL74              | 18 de novembre de 2006 | Kitt Peak            | Spacewatch           |
| 413914 | 2006 WB91              | 11 de novembre de 2006 | Kitt Peak            | Spacewatch           |
| 413915 | 2006 WM95              | 19 de novembre de 2006 | Kitt Peak            | Spacewatch           |
| 413916 | 2006 WT96              | 27 d'octubre de 2006   | Mount Lemmon         | Mt. Lemmon Survey    |
| 413917 | 2006 WD103             | 31 d'octubre de 2006   | Mount Lemmon         | Mt. Lemmon Survey    |
| 413918 | 2006 WA115             | 20 de novembre de 2006 | Catalina             | CSS                  |
| 413919 | 2006 WP126             | 22 de novembre de 2006 | Catalina             | CSS                  |
| 413920 | 2006 WD135             | 18 de novembre de 2006 | Kitt Peak            | Spacewatch           |
| 413921 | 2006 WK151             | 4 d'octubre de 2006    | Mount Lemmon         | Mt. Lemmon Survey    |
| 413922 | 2006 WC152             | 21 de novembre de 2006 | Mount Lemmon         | Mt. Lemmon Survey    |
| 413923 | 2006 WJ155             | 22 de novembre de 2006 | Kitt Peak            | Spacewatch           |
| 413924 | 2006 WU166             | 31 d'octubre de 2006   | Mount Lemmon         | Mt. Lemmon Survey    |
| 413925 | 2006 WJ171             | 31 d'octubre de 2006   | Mount Lemmon         | Mt. Lemmon Survey    |
| 413926 | 2006 WU181             | 11 de novembre de 2006 | Mount Lemmon         | Mt. Lemmon Survey    |
| 413927 | 2006 WW192             | 11 de novembre de 2006 | Kitt Peak            | Spacewatch           |
| 413928 | 2006 XV2               | 23 de novembre de 2006 | Kitt Peak            | Spacewatch           |
| 413929 | 2006 XE10              | 9 de desembre de 2006  | Kitt Peak            | Spacewatch           |
| 413930 | 2006 XW10              | 9 de desembre de 2006  | Kitt Peak            | Spacewatch           |
| 413931 | 2006 XB16              | 10 de desembre de 2006 | Kitt Peak            | Spacewatch           |
| 413932 | 2006 XL35              | 1 de desembre de 2006  | Mount Lemmon         | Mt. Lemmon Survey    |
| 413933 | 2006 XR38              | 28 d'octubre de 2006   | Mount Lemmon         | Mt. Lemmon Survey    |
| 413934 | 2006 XD39              | 1 de desembre de 2006  | Mount Lemmon         | Mt. Lemmon Survey    |
| 413935 | 2006 XS49              | 13 de desembre de 2006 | Mount Lemmon         | Mt. Lemmon Survey    |
| 413936 | 2006 XO51              | 21 de novembre de 2006 | Catalina             | CSS                  |
| 413937 | 2006 XN70              | 15 de desembre de 2006 | Kitt Peak            | Spacewatch           |
| 413938 | 2006 XS70              | 13 de desembre de 2006 | Mount Lemmon         | Mt. Lemmon Survey    |
| 413939 | 2006 YY6               | 28 de setembre de 2006 | Mount Lemmon         | Mt. Lemmon Survey    |
| 413940 | 2006 YA13              | 25 de desembre de 2006 | Desert Moon          | B. L. Stevens        |
| 413941 | 2006 YP19              | 24 de desembre de 2006 | Bergisch Gladbac     | W. Bickel            |
| 413942 | 2006 YW21              | 14 de desembre de 2006 | Socorro              | LINEAR               |
| 413943 | 2006 YD35              | 21 de desembre de 2006 | Kitt Peak            | Spacewatch           |
| 413944 | 2006 YE46              | 13 de desembre de 2006 | Socorro              | LINEAR               |
| 413945 | 2006 YG47              | 22 de desembre de 2006 | Socorro              | LINEAR               |
| 413946 | 2006 YW48              | 26 de desembre de 2006 | Catalina             | CSS                  |
| 413947 | 2007 AD                | 24 de desembre de 2006 | Kitt Peak            | Spacewatch           |
| 413948 | 2007 AK7               | 9 de gener de 2007     | Mount Lemmon         | Mt. Lemmon Survey    |
| 413949 | 2007 AH14              | 15 de novembre de 2006 | Mount Lemmon         | Mt. Lemmon Survey    |
| 413950 | 2007 AS29              | 9 de gener de 2007     | Mount Lemmon         | Mt. Lemmon Survey    |
| 413951 | 2007 BF12              | 17 de gener de 2007    | Kitt Peak            | Spacewatch           |
| 413952 | 2007 BP14              | 9 de març de 2003      | Kitt Peak            | Spacewatch           |
| 413953 | 2007 BP40              | 24 de gener de 2007    | Mount Lemmon         | Mt. Lemmon Survey    |
| 413954 | 2007 BF43              | 24 de gener de 2007    | Mount Lemmon         | Mt. Lemmon Survey    |
| 413955 | 2007 BZ45              | 26 de gener de 2007    | Anderson Mesa        | LONEOS               |
| 413956 | 2007 BA47              | 26 de gener de 2007    | Kitt Peak            | Spacewatch           |
| 413957 | 2007 BJ50              | 21 de novembre de 2006 | Mount Lemmon         | Mt. Lemmon Survey    |
| 413958 | 2007 BM97              | 19 de gener de 2007    | Mauna Kea            | Mauna Kea            |
| 413959 | 2007 BS101             | 25 de gener de 2007    | Catalina             | CSS                  |
| 413960 | 2007 BB102             | 28 de gener de 2007    | Catalina             | CSS                  |
| 413961 | 2007 CU                | 6 de febrer de 2007    | Mount Lemmon         | Mt. Lemmon Survey    |
| 413962 | 2007 CP21              | 6 de febrer de 2007    | Palomar              | NEAT                 |
| 413963 | 2007 CL27              | 5 de febrer de 2007    | Palomar              | NEAT                 |
| 413964 | 2007 CB29              | 22 de novembre de 2006 | Mount Lemmon         | Mt. Lemmon Survey    |
| 413965 | 2007 CG30              | 6 de febrer de 2007    | Mount Lemmon         | Mt. Lemmon Survey    |
| 413966 | 2007 CC32              | 6 de febrer de 2007    | Mount Lemmon         | Mt. Lemmon Survey    |
| 413967 | 2007 CM38              | 6 de febrer de 2007    | Mount Lemmon         | Mt. Lemmon Survey    |
| 413968 | 2007 CM40              | 7 de febrer de 2007    | Palomar              | NEAT                 |
| 413969 | 2007 DN7               | 19 de febrer de 2007   | Bisei SG Center      | BATTeRS              |
| 413970 | 2007 DM19              | 17 de febrer de 2007   | Kitt Peak            | Spacewatch           |
| 413971 | 2007 DP23              | 17 de febrer de 2007   | Kitt Peak            | Spacewatch           |
| 413972 | 2007 DB28              | 17 de febrer de 2007   | Kitt Peak            | Spacewatch           |
| 413973 | 2007 DR29              | 17 de febrer de 2007   | Kitt Peak            | Spacewatch           |
| 413974 | 2007 DX42              | 24 de desembre de 2006 | Mount Lemmon         | Mt. Lemmon Survey    |
| 413975 | 2007 DL54              | 21 de febrer de 2007   | Kitt Peak            | Spacewatch           |
| 413976 | 2007 DQ58              | 21 de febrer de 2007   | Mount Lemmon         | Mt. Lemmon Survey    |
| 413977 | 2007 DV58              | 21 de febrer de 2007   | Mount Lemmon         | Mt. Lemmon Survey    |
| 413978 | 2007 DH74              | 21 de febrer de 2007   | Mount Lemmon         | Mt. Lemmon Survey    |
| 413979 | 2007 DX98              | 27 de gener de 2007    | Mount Lemmon         | Mt. Lemmon Survey    |
| 413980 | 2007 DK109             | 16 de febrer de 2007   | Mount Lemmon         | Mt. Lemmon Survey    |
| 413981 | 2007 DG116             | 16 de febrer de 2007   | Catalina             | CSS                  |
| 413982 | 2007 EV14              | 9 de març de 2007      | Mount Lemmon         | Mt. Lemmon Survey    |
| 413983 | 2007 EA28              | 25 de gener de 2007    | Kitt Peak            | Spacewatch           |
| 413984 | 2007 ES30              | 23 de novembre de 2006 | Mount Lemmon         | Mt. Lemmon Survey    |
| 413985 | 2007 ED44              | 9 de març de 2007      | Kitt Peak            | Spacewatch           |
| 413986 | 2007 EY57              | 9 de març de 2007      | Palomar              | NEAT                 |
| 413987 | 2007 EZ75              | 10 de març de 2007     | Kitt Peak            | Spacewatch           |
| 413988 | 2007 EV76              | 10 de març de 2007     | Kitt Peak            | Spacewatch           |
| 413989 | 2007 EL88              | 14 de març de 2007     | Siding Spring        | Siding Spring Survey |
| 413990 | 2007 EZ107             | 11 de març de 2007     | Kitt Peak            | Spacewatch           |
| 413991 | 2007 EW108             | 11 de març de 2007     | Kitt Peak            | Spacewatch           |
| 413992 | 2007 EH114             | 12 de març de 2007     | Mount Lemmon         | Mt. Lemmon Survey    |
| 413993 | 2007 EC125             | 13 de març de 2007     | Gnosca               | S. Sposetti          |
| 413994 | 2007 EE150             | 12 de març de 2007     | Mount Lemmon         | Mt. Lemmon Survey    |
| 413995 | 2007 EW157             | 13 de març de 2007     | Mount Lemmon         | Mt. Lemmon Survey    |
| 413996 | 2007 EA158             | 13 de març de 2007     | Mount Lemmon         | Mt. Lemmon Survey    |
| 413997 | 2007 EJ168             | 13 de març de 2007     | Kitt Peak            | Spacewatch           |
| 413998 | 2007 EU222             | 30 d'agost de 2000     | Kitt Peak            | Spacewatch           |
| 413999 | 2007 ED224             | 15 de març de 2007     | Kitt Peak            | Spacewatch           |
| 414000 | 2007 FU6               | 21 de febrer de 2007   | Kitt Peak            | Spacewatch           |